# Манифест (телесериал)
«Манифест» (англ. Manifest) — американский телесериал производства NBC (1—3 сезоны) и Netflix (4 сезон). В России первые три сезона были официально доступны на платформе КиноПоиск. Премьера первого сезона состоялась 24 сентября 2018 года, а премьера финальных серий — 2 июня 2023 года.

## Сюжет

### Первый сезон
Авиарейс Монтего Эйр 828, направляющийся из Ямайки в Нью-Йорк в 2013 году, попадает в зону турбулентности. Когда самолёт приземляется после полета, экипаж и пассажиры выходят наружу и узнают от встретивших их агентов АНБ, что за прошедшие несколько часов мир постарел на пять с половиной лет, а друзья, коллеги и семьи, поначалу не терявшие надежды увидеть родных живыми, изменились и начали жить дальше. Позже у некоторых из вернувшихся пассажиров начинаются видения и галлюцинации.

### Второй сезон
Чудо рейса 828 сформировало в обществе две противоположные точки зрения. Одни люди считают, что пассажиры — это новые мессии, и объединяются в религию, главным проповедником которой является один из пассажиров. Другие, наоборот, уверены, что пассажиры опасны из-за своих пророческих видений, и от них нужно избавиться как можно скорее. Среди всего этого сами выжившие стараются найти объяснение и предназначение своих видений и своего возвращения, а также найти решение задачи, которая кажется предрешённой за них.

### Третий сезон
Найденный в море хвостовой стабилизатор 828-го вызывает огромное количество вопросов. Пассажиры продолжают искать ответы на загадку своего рейса. АНБ тем временем проводит собственные эксперименты в проекте «Эврика», что тоже имеет последствия. Возвращение преступников, похитивших Кэла, открывает новые подробности природы зова. Саанви, работая с АНБ, совершает открытие, которое указывает на связь рейса 828 с событиями, связанными с Ноевым Ковчегом.

### Четвёртый сезон
Через два года после убийства Грейс опустошенный Бен продолжает оплакивать свою жену и искать похищенную дочь Иден. Поглощенный своим горем, Бен отходит от дел, оставив Микаэлу разбираться со всем в одиночку, что очень сложно, поскольку каждый шаг пассажиров контролируется государством. В то время как дата смерти приближается, а пассажиры отчаянно ищут путь к выживанию, таинственный пассажир прибывает с посылкой для Кэла, которая изменит всё, что они знают о рейсе 828, и окажется ключом к раскрытию секрета зова.
После того как Анджелина вызвала разрушительную вулканическую щель, пассажиры попали под жесточайшее преследование в мире, где гнев на людей, связанных с рейсом 828, стал всеобщим. Они больше не могут следовать своему зову, не боясь постоянного пристального взгляда беспринципного Реестра. Таинственное происшествие приносит зловещие предзнаменования библейского масштаба, которые ещё больше подвергают опасности жизни всех пассажиров. Микаэла оплакивает утрату любимого мужа Зика и вынуждена объединить усилия со своим бывшим возлюбленным Джаредом, чтобы продолжать исследования зова. В это время Бен и Саанви пытаются сотрудничать с Реестром, однако это приводит к катастрофическим последствиям. Мифическое событие пробуждает сапфировую рану Кэла, давая новую надежду на спасение пассажиров от быстро приближающейся Даты Смерти. Но Анджелина продолжает свирепствовать, и пассажиры сталкиваются с противостоянием добра и зла до самого последнего дня.

## В ролях

### В главных ролях
- Мелисса Роксбург — Микаэла «Мик» Бэт Стоун, детектив в 129-м участке полиции Нью-Йорка, сестра Бена. Пассажир рейса 828.
- Джош Даллас — Бен Стоун, доцент математических наук, брат Микаэлы. Пассажир рейса 828.
- Афина Карканис — Грейс Стоун, жена Бена.
- Джей Ар Рамирес — Джаред Васкез, детектив в 129-м участке полиции, бывший жених Микаэлы, который женился на её лучшей подруге, но развёлся после возвращения Микаэлы.
- Луна Блэйз — Олив Стоун, дочь Бена и Грейс, сестра-близнец Кэла.
- Джек Мессина[англ.]  (1—4 сезоны), Тай Доран[3] (4 сезон) — Кэлвин «Кэл» Стоун, сын Бена и Грейс, брат-близнец Олив, который стал младше её на пять с половиной лет. Пассажир рейса 828.
- Парвин Каур[англ.] — Саанви Бал, выпускница медицинского колледжа, сотрудник больницы Коха, затем научный сотрудник Эврики. Пассажир рейса 828.
- Мэтт Лонг — Изикиэл «Зик» Джеймс Лэндон, турист, который укрылся в горной пещере во время снежной бури и как пассажиры рейса 828 — пропал на год, считая, что пробыл там всего несколько дней. Был найден Кэлом при помощи видений, стал близким другом семьи Стоунов и мужем Микаэлы.
- Холли Тейлор — Анджелина Мейер, пассажир рейса 828, которую религиозные родители удерживали в заточении после возвращения, была спасена Зиком и Микаэлой, позже стала жить у Стоунов. (3—4 сезоны)[4].
- Дэрил Эдвардс — Роберт Вэнс, бывший директор АНБ, возглавлял расследование по делу рейса 828, считался погибшим после рейда на базу проекта «Сингулярность». Позже оказалось, что он выжил, но скрыл это, чтобы незаметно следить за деятельностью Майора. Занимался собственным расследованием тайны самолёта, затем возглавил проект Эврика.

### Во второстепенных ролях
- Альфредо Нарцисо[англ.] — капитан полиции Риохас, возглавлял участок 129, бывший начальник Микаэлы и Джареда. (1 сезон)
- Адриан Ленокс — Беверли, мать Иви, подруги детства Микаэлы. В 4 сезоне упоминается, что она умерла.
- Магга — Бетани Коллинзс, стюардесса рейса 828.
- Джульен Хазелка — Келли Тейлор, пассажир рейса 828, жена владельца торгового центра.
- Фрэнк Дил — Билл Дейли, пилот рейса 828. (1, 3—4 сезоны)
- Лиджато Робинсон — Амута, второй пилот рейса 828. (1 и 4 сезоны)
- Тим Мориарти — Тим Пауэлл, заместитель директора АНБ.
- Кёртис Кук — Радд, уличный скрипач и пассажир рейса 828. (1, 4 сезоны)
- Рич Топол — Харви, пассажир рейса 828.
- Омар Торрес II — Тони Диаз, полицейский в 129-м участке.
- Малахи Клири — Стив Стоун, отец Микаэлы и Бена, дедушка Кэла и Олив.
- Джеральдин Леер — Карен Стоун, мать Микаэлы и Бена, бабушка Кэла и Олив.
- Виктория Картагена — Лурдес, бывшая лучшая подруга Микаэлы, которая вышла замуж за Джареда после её исчезновения. (1 сезон)
- Джо Урла — Патрик Тейлор, муж Келли Тейлор, владелец торгового центра.
- Санжата Дэниэл — Дэнни, бойфренд Грейс, с которым она сошлась после исчезновения Бена.
- Шелдон Бест — Томас, гей с Ямайки, которого Бетани нелегально провезла в США. (1, 4 сезон)
- Николай Цанков — Марко Валериев, болгарский пассажир рейса 828, который был использован для опытов над пассажирами в проекте «Сингулярность».
- Ширли Румьерк — Отумн Кокс, пассажир рейса 828, на которую было выдано несколько ордеров на арест. Начальство Лоренса использовало её, чтобы выяснить, что Бен знает о проекте «Сингулярность».
- Франческа Фаридани — Фиона Кларк, пассажир рейса 828, учёный, оказалась связана с проектом «Сингулярность».
- Элизабет Марвел — Кэтрин «Майор» Фитц, генерал-майор секретной службы армии США, куратор проекта «Сингулярность», на которую работают Лоренс и Дженсен.
- Брэндон Шрама — директор Дженсен, представитель Майора, куратор Отумн Кокс. (1 сезон)
- Брайан Уайлс — Лоренс, представитель Майора. (1 сезон)
- Марк Менчака — Джеймс Гриффин, преступник, совершивший ограбление инкассаторов, и вместе с фургоном утонувший в реке, но оживший спустя 82 часа и 8 минут. (1 сезон)
- Джаред Граймс — Эдриан, пассажир рейса 828, основатель и главный проповедник «Церкви Вернувшихся».
- Олли Хааскиви — Исайя, страстный и одержимый последователь «Церкви Вернувшихся». Устроил пожар в ночном клубе, чтобы доказать, что пассажиры бессмертны, погиб в пожаре.
- Андрен Уорд-Хаммонд — Кейт Бауэрс, капитан полиции в 129-м участке, новый начальник Микаэлы. (2—3 сезон)
- Эллен Тамаки — Дрея Миками, детектив полиции, новая напарница Микаэлы. (2—4 сезоны)
- Марианн Планкетт — Присцилла Лэндон, мать Зика. (2 сезон)
- Гаррет Уорринг — Ти Джей Моррисон, студент колледжа, пассажир рейса 828. Его мать покончила с собой, когда узнала о пропаже сына. После знакомства с Беном стал близок с семьёй Стоунов. (2, 4 сезон)
- Яша Джексон — Сюзанна Мартин, декан колледжа, школьная подруга Бена. (2 сезон)
- Лея Гибсон — Тамара, бармен в баре, где часто собираются Иксеры, подруга Джареда. (2 сезон)
- Карл Лундстедт — Билли, брат Тамары, член группировки Иксеров. (2 сезон)
- Мори Гинсберг — Саймон Уайт, профессор колледжа, тайно руководит группировкой Иксеров. (2 сезон)
- Сидней Мортон — Алекс Бэйтс, иммунолог, бывшая возлюбленная Саанви. (2, 4 сезон)
- Джеймс Макменамин — Джейс Бэйлор, наркоторговец, похитивший Кэла, чтобы вернуть товар, конфискованный Микаэлой и Джаредом. Утонул в озере, но его тело так и не было обнаружено. Воскресает в третьем сезоне. (2—3 сезон)
- ДазМанн Стилл — Кори, водитель автобуса, наркоторговец, утонул в озере, но его тело так и не было обнаружено. Воскресает в третьем сезоне. (2—3 сезон)
- Девин Харджес — Пит Бэйлор, наркоторговец, брат Джейса, утонул в озере, но его тело так и не было обнаружено. Воскресает в третьем сезоне. (2—3 сезон)
- Лаурен Норвелль — Сара Фитц, дочь Кэтерин Фитц. Она безуспешно пыталась разыскать пропавшую мать, о деятельности которой знала очень мало. Встречалась с Джаредом. (3 сезон)
- Али Лопез — Иган Техрани, пассажир 828. До полёта он работал курьером, но после потерял работу. Обладает удивительной фотографической памятью. (3—4 сезон)
- Махира Каккар — Ариа Губта, учёная, руководитель исследований в проекте «Эврика» (3—4 сезон)
- Уилл Пельтц — Леви, сотрудник университета, в котором работает Бен, археолог[5]. (3 сезон)

### Приглашенные актеры
- Джоэль де ла Фуэнте[англ.] — доктор Брайан Кардозо, босс Саанви
- Джим Тру-Фрост — священник Дэйв Хайнс
- Оната Эйприл[англ.] — Холли Пайлер

## Эпизоды
| Сезон | Серии | Серии | Даты показа      | Даты показа     | Ранг | Зрители (млн) |
| Сезон | Серии | Серии | Первая серия     | Последняя серия | Ранг | Зрители (млн) |
| ----- | ----- | ----- | ---------------- | --------------- | ---- | ------------- |
| 1     | 16    | 16    | 24 сентября 2018 | 18 февраля 2019 | 9    | 12.61         |
| 2     | 13    | 13    | 6 января 2020    | 6 апреля 2020   | 38   | 7.70          |
| 3     | 13    | 13    | 1 апреля 2021    | 10 июня 2021    | 54   | 5.35          |
| 4     | 20    | 20    | 4 ноября 2022    | 2 июня 2023     | N/A  | N/A           |

### Сезон 1 (2018—2019)
| № общий | № в сезоне | Название                                               | Режиссёр              | Автор сценария                         | Дата премьеры    | Зрители США (млн) |
| --- | ---------- | ------------------------------------------------------ | --------------------- | -------------------------------------- | ---------------- | ----------------- |
| 1 | 1          | «Пилот» «Pilot»                                        | Дэвид Френкель        | Джефф Рейк                             | 24 сентября 2018 | 10,40             |
| Самолет, выполняющий рейс 828 с Ямайки в Нью-Йорк, попадает в зону сильной турбулентности. После приземления агенты АНБ сообщают пассажирам и экипажу, что за время, которое они провели в воздухе, на земле прошло пять с половиной лет. Офицер полиции Микаэла узнаёт, что её мать умерла, а её жених Джаред женился на её лучшей подруге Лурдес. Микаэла слышит у себя в голове внутренний голос, благодаря которому спасает мальчика от столкновения с автобусом, а затем находит двух сестёр, похищенных в супермаркете. Врач Саанви, также пассажирка рейса 828, узнает, что пока она отсутствовала, её разработки в области регенерации клеток помогли спасти сотни детей с онкологическими заболеваниями. Племянник Микаэлы Кэл, больной лейкемией (также летевший рейсом 828), начинает лечение. Пассажиры и экипаж рейса 828 слышат внутренний голос и приходят к взлетно-посадочной полосе, где находится самолет. Они становятся свидетелями того, как самолет взрывается. |            |                                                        |                       |                                        |                  |                   |
| 2 | 2          | «Возвращение» «Reentry»                                | Дин Уайт              | Джефф Рейк и Мэттью Лау                | 1 октября 2018   | 8,45              |
| Агенты АНБ допрашивают 20 пассажиров и членов экипажа рейса 828, которые присутствовали в аэропорту, когда взорвался самолет, и запрещает обсуждать данную тему со СМИ. Бен помогает своему попутчику Радду связаться с его сыном Адио, который находится в тюрьме Райкерс по подозрению в ограблении ювелирного магазина. Новые способности Бена позволяют ему обнаружить, что настоящим преступником является сын владельца магазина, и Адио выпускают из тюрьмы. Между тем Микаэла избегает Лурдес, жену Джареда и свою бывшую лучшую подругу. Увидев много постов, которые Лурдес оставила для неё в социальных сетях за годы отсутствия, Микаэла лжёт, что она собиралась отказаться от брачного предложения Джареда до того, как самолет пропал. Бен узнаёт от Олив, что в жизни Грейс есть ещё один мужчина. Келли, одна из пассажирок рейса 828, даёт интервью на телевидении, после чего её убивают. |            |                                                        |                       |                                        |                  |                   |
| 3 | 3          | «Турбулентность» «Turbulence»                          | Пол Холахан           | Грегори Нелсон и Бобак Эсфарьяни       | 8 октября 2018   | 7,45              |
| Подозревая, что убийство Келли может быть связано с её выступлением по ТВ, Микаэла и Бен посещают место преступления, а затем разговаривают с мужем Келли Патриком и домработницей Кристин. АНБ берет под контроль расследование убийства, и глава АНБ Роберт Вэнс пытается заставить Джареда сообщать ему о планах Микаэлы. Кэл расстроен, обнаружив, что его бывший лучший друг Кевин встречается с Олив. Микаэла всё ещё переживает по поводу смерти своей подруги Иви, которая погибла в автокатастрофе, когда Микаэла была за рулём. Микаэла посещает родителей Иви, Глена и Беверли, и узнаёт, что Беверли страдает слабоумием, а Глен больше не винит Микаэлу в смерти дочери. Микаэле удаётся преодолеть свой страх перед вождением автомобиля, чтобы найти Беверли, которая отправилась бродить по улицам. Микаэла спасает старушку от столкновения с машиной, которой управляет Кристин. На переднем сидении автомобиля она видит ожерелье, украденное у Келли. Домработница признаётся, что убила Келли из ревности к Патрику. Саанви в анализах крови Кэла, а затем и в своих собственных, находит маркеры, которые обычно вырабатываются при ишемическом инсульте. АНБ забирает тело Келли. |            |                                                        |                       |                                        |                  |                   |
| 4 | 4          | «Невостребованный багаж» «Unclaimed Baggage»           | Крэйг Зиск            | Лора Путни и Маргарет Изли             | 15 октября 2018  | 7,46              |
| Во флешбэках демонстрируется, как стюардесса Бетани контрабандой перевозит в грузовом отсеке Томаса, гея с Ямайки и бойфренда её кузена Лео. АНБ находит отпечатки пальцев Томаса. Саанви обнаруживает, что результаты сканирование её мозга совпадают с данными пациента, госпитализированного в отделение психиатрии с галлюцинациями. Он оказывается Томасом. Джареда вместе с Микаэлой отправляют на задание, связанной с тайной операцией АТО, — и Микаэла эту операцию срывает. Джаред берёт ответственность на себя. Грейс узнаёт, что компания по страхованию жизни намерена забрать обратно полмиллиона долларов, которые заплатили ей после исчезновения и предполагаемой смерти Бена. Бен встречает бывшего бойфренда Грейс Дэнни после того, как Олив задержали за попытку стащить помаду из магазина косметики. Томас сбегает из больницы, и АНБ начинает его поиск. Бетани с помощью Микаэлы и Саанви находит Томаса; она сообщает, что Лео пропал через два года после исчезновения их самолёта, поэтому никто не встретил Томаса на условленном месте. Микаэла и Саанви прячут Томаса в безопасном месте в бывшем торговом центре, принадлежащем Келли. Роберт Вэнс добавляет фотографию Томаса к своему списку подозреваемых, заменив им Келли. |            |                                                        |                       |                                        |                  |                   |
| 5 | 5          | «Стыковочные рейсы» «Connecting Flights»               | Тауния Маккирнан      | Аманда Грин и Маргарет Роуз Лесли      | 22 октября 2018  | 7,29              |
| Во флешбэках демонстрируется, как cкладывались жизни Грейс, Олив, Джареда, Лурдес и Стива после пропажи рейса 828. Бен и Кэл отправляются в парк развлечений на Кони-Айленде, после чего возвращаются домой на метро. Кэл внезапно выходит из вагона и приводит Бена к Томасу, перед этим произнеся фразу «всё связано», которая ранее звучала в голове Бена. Агенты АНБ арестовывают Бетани, а Роберт Вэнс допрашивает её по поводу пассажира, чьи отпечатки были найдены в грузовом отсеке. Джаред берёт на себя вину за срыв операции АТО, в качестве наказания Вэнс снимает с него зарплату за 10 дней. Посоветовавшись со своим отцом, Микаэла идет поговорить с Джаредом в баре. Бен и Кэл узнают от Джорджии, жены Бетани, о её аресте. Бен сообщает Микаэле о том, что Кэл не слышит голоса, как они, но может предчувствовать события, поэтому Бен решает посвятить себя поиску разгадки. В финальной сцене во флешбэках показано, как Кэл смотрит в иллюминатор самолёта, когда остальные пассажиры рейса 828 спят, и видит снаружи яркое свечение, после чего произносит: «Всё связано». |            |                                                        |                       |                                        |                  |                   |
| 6 | 6          | «Пропавшие с радаров» «Off Radar»                      | Феликс Энрике Алькала | Мэтью Лау и М.У. Картозиан Уилсон      | 5 ноября 2018    | 6,28              |
| У Кэла внезапно начинается лихорадка и он начинает звать на помощь на болгарском языке. Бен вспоминает болгарина по имени Марко Валериев, который также находился на рейсе 828. Бен и Микаэла просматривают кадры видеосъемки, сделанной в ту ночь, когда самолет приземлился, и видят, что из аэропорта пассажиров увозили пять автобусов, но только четыре прибыли в пункт назначения. На пятом автобусе перевозили 11 пассажиров, которые были иностранцами или не имели родственников. Микаэла и Джаред находят ферму, где проводятся эксперименты с этими пассажирами, но вооруженная охрана прогоняет их. Дальнейшее расследование показывает, что фермой владеет корпорация Unified Dynamic Systems (UDS), работающая во многих отраслях и выполняющая правительственные заказы. Именно UDS предоставила правительству те самые пять автобусов. Бен заявляется к Вэнсу и угрожает рассказать прессе о том, что АНБ держит на ферме пропавших без вести пассажирах рейса 828. Вэнс получает досье на 11 пассажиров и вместе со своим замом прибывает на ферму, где обнаруживает пустые помещения. После прекращения экспериментов над Марко Кэлу становится лучше. |            |                                                        |                       |                                        |                  |                   |
| 7 | 7          | «Статус: всё плохо» «S.N.A.F.U.»                       | Майкл Шульц           | Джефф Рейк и Бобак Эсфарьяни           | 12 ноября 2018   | 6,10              |
| Во флешбэках демонстрируется, как Фиона Кларк в самолёте помогает Келли Тейлор положить ручную кладь на верхнюю багажную полку. Кэла, которому стало лучше, выписывают из больницы, но мальчик чувствует, что с ним и Марко произойдет что-то плохое. Бен устраивается на работу младшим бухгалтером в фирму J.P. Williamson, связанную с UDS, где находит информацию о Фионе. Микаэла посещает Глена и Беверли, слабоумие которой прогрессирует, и она не помнит, что её дочь Иви погибла в автокатастрофе. Микаэла с Джаредом прибывают по вызову в парикмахерскую, где юноша по имени Карлос сообщает, что его дядя Энрике застрелен грабителем, но в полицейском участке он отказывается опознавать подозреваемого, который соответствует словесному описанию. Олив и Дэнни посещают занятия по скалолазанию, готовясь к восхождению на гору в национальном парке Акадия. Бен и Саанви знакомятся с Фионой и узнают от неё о проекте «Сингулярность». Бену удаётся скачать данные об этом проекте на флешку, однако её забирает Вэнс. После того, как Карлос соглашается сотрудничать с полицией, Михаэла и Джаред находят убийцу его дяди, который собирался ограбить старика. Микаэла приходит в парикмахерскую, чтобы рассказать Карлосу о поимке преступника, и видит на зеркале фотографии Иви в парикмахерской. Карлос рассказывает, что у него была сердечная недостаточность, и Иви стала донором сердца. Кэл заявляет Бену, что Вэнс — неплохой человек. Вэнс сообщает Пауэллу, что его люди ничего не нашли на Бена. Микаэла замечает на дверце холодильника рисунок Кэла, на котором изображен Карлос с сердцем Иви. |            |                                                        |                       |                                        |                  |                   |
| 8 | 8          | «Точка невозврата» «Point of No Return»                | Нина Лопес-Коррадо    | Грегори Нельсон и Маргарет Роуз Лестер | 19 ноября 2018   | 5,56              |
| Бен и Грейс разрешают Кэлу вернуться в школу при условии, что Олив будет за ним присматривать. Микаэла и Джаред отправляются на вызов и становятся свидетелями того, как Харви, ещё один пассажир рейса 828, считающий себя «Ангелом смерти», совершает самоубийство, спрыгнув с крыши многоэтажного здания. В школе Кэл вновь встречается со своими старыми друзьями, которые теперь на пять с половиной лет старше его. Вэнс связывается с Беном, и они соглашаются работать вместе. Фиона посещает офис проекта «Сингулярность» и устанавливает «жучок» в офисе Лоренса Белсона. Во время покупки продуктов Грейс встречает Лурдес и замечает в её корзинке тест на беременность. Микаэла и Джаред обнаруживают, что два человека, с которыми Харви общался, погибли в результате несчастного случая. Микаэла получает новый вызов к самоубийце — барменше, которая также знала Харви. Между тем Вэнс сужает круг поиска и использует ресурсы АНБ для отслеживания всех телефонов в трёх местах. Бен использует пропуск, украденный у своего начальника, чтобы проникнуть в архив UDS и найти здание склада химикатов, где могут находиться пропавшие пассажиры. Сотрудники проекта «Сингулярность» возобновляют эксперименты над Марко, и Кэл это чувствует. |            |                                                        |                       |                                        |                  |                   |
| 9 | 9          | «Счисление координат» «Dead Reckoning»                 | Пол Холахан           | Лора Путни и Маргарет Изли             | 26 ноября 2018   | 5,97              |
| Во время допроса пассажиров рейса 828 Вэнс обнаруживает, что на женщину по имени Отумн Кокс выдано несколько ордеров на арест. В настоящем времени Отумн приходит домой к Бену и сообщает, что стала участницей экспериментов, но ей удалось сбежать, а интуиция привела её к Бену. Саанви, Фиона и Бен прячут Отумн в укрытии и рассказывают Вэнсу о проекте «Сингулярность». Тем временем Лоуренс в прямом эфире демонстрирует эксперименты с зеркальными нейронами своему начальству. Для Марко значительно увеличивают мощность электрического напряжения, что вызывает болезненную реакцию у других пассажиров. Грейс узнаёт о том, что Бена уволили с работы. Микаэла, Джаред, Вэнс, Бен и Фиона в сопровождении отряда спецназа прибывают на склад химикатов, где, как предполагается, удерживаются 11 пропавших пассажиров, но ничего не находят. Внезапно появляется Кэл и показывает потайную дверь. Начинается перестрелка; пассажиров выводят наружу, и Фиона намерена отвезти их в безопасное место. В помещениях склада, где остаются Вэнс, Джаред и Лоуренс, взрываются баллоны с кислородом. Микаэла навещает Джареда в больнице. Ей сообщают, что Вэнс не выжил. Грейс и Бен приходят к выводу, что их брак исчерпал себя, и Бен решает уйти из семьи. Отумн использует спрятанный мобильный телефон, чтобы связаться с UDS и спросить, каковы её дальнейшие действия. |            |                                                        |                       |                                        |                  |                   |
| 10 | 10         | «Боковой ветер» «Crosswinds»                           | Майкл Смит            | Аманда Грин и М.У. Картозиан Уилсон    | 7 января 2019    | 5,84              |
| На похоронах Вэнса к Бену подходит журналист Аарон Гловер, который ведёт подкаст «Заговор 828» и хочет взять у него интервью. Фиона и Саанви замечают, как все спасенные из лаборатории пассажиры, пребывающие в кататоническом состоянии, одновременно испытывают одинаковую реакцию. Прикасаясь к одному из пассажиров, Полу Сантино, Микаэла внезапно видит снежную бурю и слышит призыв «найди ее». Мужчина приходит в сознание, но, как оказывается, он страдает потерей памяти. Микаэла и Джаред находят Хелен, жену Пола, которая утверждает, что муж регулярно избивал её. Отумн недовольна давлением со стороны начальства и выбрасывает телефон. Олив приглашает Дэнни на ужин, чтобы подбодрить Грейс, однако та не рада гостю. Бен уговаривает подчиненного Вэнса Тима Пауэлла помочь найти информацию о «Майоре», загадочной женщине, отвечающей за эксперименты с пассажирами и разыскивающей некий «Священный Грааль». Джаред признается Микаэле, что всё ещё любит ее, и они занимаются сексом. Пауэлла, отследившего местонахождение вертолета с Майором на борту, забирают неизвестные. В кафе к Отумн подходит мужчина, который заявляет, что Майор хочет поговорить с ней. Кэл видит снежную бурю, сквозь которую идёт человек с портретом Микаэлы, и слышит призыв «найди её». |            |                                                        |                       |                                        |                  |                   |
| 11 | 11         | «Конденсационный след» «Contrails»                     | Марисоль Адлер        | Мэттью Лау и Бобак Эсфарьяни           | 14 января 2019   | 5,46              |
| В воспоминаниях капитан Билл Дейли и второй пилот Амута направляют рейс 828 сквозь внезапный шторм. В 2018 году Вэнс обвиняет Билла в сомнительных решениях. В настоящем времени Билл рассказывает Бену, как его обвиняют в том, что случилось с рейсом 828 и как это событие отдалило его от семьи. Микаэла связывается с Амутой, который поддерживает версию Билла, но вернулся на Ямайку. Микаэла и Бен встречаются с метеорологом Роджером Менсином, который предполагал, что исчезновение рейса 828 вызвано тёмными молниями, но его заставили замолчать до того, как он успел публично заявить о своих догадках. Директор Дженсен отправляет Отумн навестить Микаэлу, которая приглядывает за Кэлом. Полагая, что он может доказать свою невиновность, Билл похищает Фиону, которую он подозревает в причастности к событиям с рейсом 828, а потом угоняет самолёт и направляет его в очередную бурю с тёмными молниями. Воздушная гвардия США утверждает, что самолёт был сбит, но СМИ сообщают, что обломков не обнаружено. Тем временем, Микаэла узнаёт, что Роджер погиб в подозрительном инциденте с лодкой, и подозревает, что Отумн подслушала разговор о нём. Грейс обнаруживает, что Кэл пропал. |            |                                                        |                       |                                        |                  |                   |
| 12 | 12         | «Точка схода» «Vanishing Point»                        | Миллисент Шелтон      | Джефф Рейк и Грегори Нельсон           | 21 января 2019   | 5,40              |
| Бен возвращается домой и обнаруживает, что Грейс вызвала полицию из-за исчезновения Кэла. Микаэла задерживает Отумн и встречается с Беном. Джаред лжёт и объявляет коллегам, что Кэл находится дома у своего дедушки, и обыск заканчивается. С помощью Олив найдя подсказку, оставленную Кэлом, Бен и Грейс отправляются на его поиски в северную часть штата. Директор Дженсен узнаёт, что Отумн задержана полицией, и сообщает об этом Майору, которая аннулирует ордер, чтобы полиция не смогла её арестовать. Микаэла узнаёт, что дочь Отумн была усыновлена другой семьёй после исчезновения рейса 828, а Майор пообещала воссоединить их. Микаэла сама находит дочь, а Отумн направляет людей Майора, которые тоже искали Кэла, по ложному следу. Бен и Грейс находят Кэла в отдалённом охотничьем домике. Он рассказывает, что сам ушёл из дома, чтобы помочь мужчине в этом доме. Вскоре на пороге появляется турист по имени Зик и падает без сил. Микаэла приезжает и узнаёт в нём человека из своих последних видений. Придя в себя, Зик рассказывает, что укрылся в пещере во время снежной бури пару недель назад в декабре 2017 года. Бен сообщает ему, что прошёл уже год, и сейчас декабрь 2018. Майор, тем временем, переезжает в апартаменты в Нью-Йорке. |            |                                                        |                       |                                        |                  |                   |
| 13 | 13         | «Посадка разрешена» «Cleared for Approach»             | Константин Макрис     | Лора Путни и Маргарет Изли             | 28 января 2019   | 5.54              |
| Зик не спешит возвращаться в реальный мир и убеждает Микаэлу остаться с ним, в то время как Грейс и Бен забирают Кэла домой. Когда они возвращаются домой, неизвестные разбивают им окно кирпичом, а на входной двери рисуют красной краской большую букву X. Отправившись за припасами для Зика, Микаэла узнаёт о Хлое, младшей сестре Зика, которая погибла в горах несколько лет назад. Проверив отпечатки пальцев на балончике с краской, полиция задерживает Коди Уэббера, создателя конспирологического сайта, направленного против пассажиров рейса 828. Бен открыто конфликтует с Коди, не подозревая, что его угрозы транслируются в прямом эфире на сайте. Джаред предупреждает Бена, что если это случится снова, ни он, ни Микаэла не смогут помочь. Микаэла и Зик следуют зову и приходят к мемориалу Хлои, где строят пирамиду из камней, чтобы почтить её память. Тем временем, Саанви сообщает Бену, что нашла в крови Зика тот же маркер, что и у пассажиров рейса 828. Когда она выходит из своей лаборатории, она обнаруживает на двери красную букву X, как на доме Стоунов. Грейс и Бен мирятся. Микаэла и Зик находят наскальное изображение двух людей под звёздами, а в это время в небе начинают сверкать тёмные молнии. |            |                                                        |                       |                                        |                  |                   |
| 14 | 14         | «Усовершенствование» «Upgrade»                         | Крэйг Зиск            | Мэттью Лоу и Эзра В. Нэчман            | 4 февраля 2019   | 5,26              |
| Микаэла приглашает Зика остаться в своей квартире, ночью у него случается видение, связанное с нападением чёрного волка, которое в это же время видит Кэл. Женщина по имени Элис, прихожанка «Церкви Вернувшихся», верящих, что пассажиры рейса 828 способны творить чудеса, умоляет Саанви вылечить больного раком мужа. Когда Саанви признаётся, что не может ничем помочь, Элис наводит на неё пистолет и приказывает ей спасти Джейкоба. Бен разыскивает Саанви, которая не отвечает на звонки, и обнаруживает в её кабинете церковную брошюру, которую обронила Элис. Микаэла признаётся Лурдес в том, что у неё снова роман с Джаредом. Бен и Микаэла направляются к дому Элис и спасают Саанви. Адриан, лидер «Церкви Вернувшихся» и один из пассажиров рейса 828, признаётся Бену, что не верит в то, что проповедует. Директор Дженсен сообщает Майору, что видел Бена в церкви во время службы. Микаэла приходит к Лурдес, чтобы объясниться, и узнаёт, что та ушла от Джареда. Кэл рисует зов Зика, изображая волка, который нападает на Микаэлу. Полицейские вытаскивают из реки затонувший украденный фургон, судьбу которого должна расследовать Микаэла. Когда она открывает дверь, водитель оживает и бросается в её сторону, хватая ртом воздух. |            |                                                        |                       |                                        |                  |                   |
| 15 | 15         | «Жёсткая посадка» «Hard Landing»                       | Клаудия Ярми          | Грегори Нельсон и Бобак Эсфархани      | 11 февраля 2019  | 6,00              |
| Во флэшбеке демонстрируется, как Джеймс Гриффин убивает двух инкассаторов и двух сообщников во время ограбления. В настоящем времени его доставляют в больницу, где работает Саанви, после того, как вытаскивают из затонувшего фургона. У Гриффина случается зов о взрыве бомбы, Микаэла, Джаред, Бен, Зик и Саанви слышат это, находясь рядом, но врачи вкалывают Гриффину успокоительное прежде, чем он успевает рассказать что-то ещё. Саанви находит маркер в крови Гриффина, также они понимают, что он считался пропавшим без вести 82 часа и 8 минут. Микаэла рассказывает ему про зов, и он решает использовать его в своих целях, предлагая ФБР сделку. У Саанви тем временем развиваются симптомы ПТСР после инцидента с Элис. Зика арестовывают, когда он пытается проникнуть в дом, который, как он сказал Микаэле, принадлежит его матери. ФБР соглашается дать Гриффину амнистию в обмен на информацию о местонахождении бомбы, которую они позже обезвреживают в самом центре Манхэттена. После этого у Микаэлы случается ещё одно пугающее видение с чёрным волком. |            |                                                        |                       |                                        |                  |                   |
| 16 | 16         | «Расчётное время вылета» «Estimated Time of Departure» | Дин Уайт              | Джефф Рейк и Аманда Грин               | 18 февраля 2019  | 5.36              |
| Гриффин освобождён из-под стражи и становится героем. У Кэла случается видение, о котором он готов рассказать только Зику. Микаэла, Бен, Саанви и Зик одновременно слышат зов «Останови его». Джаред просит коллегу проследить за Зиком, в итоге тот видит, как Зик получает что-то от человека в переулке. Микаэла и Бен пытаются помешать Гриффину, который собирается выступить на ток-шоу, но внезапно он начинает извергать воду и умирает, словно от утопления. Олив и Бен выясняют, что Гриффин умер через 82 часа и 8 минут после возвращения, ровно столько же он провёл под водой. Кэл подтверждает это своим прошлым видением — у вернувшихся есть «срок годности», согласно его видению, все они умрут 2 июня 2024 года. Олив понимает, что все подсказки, которые они получили за последнее время, тоже указывают на эту дату. Грейс говорит Бену, что беременна, но отцом ребёнка, скорее всего, является Дэнни. Коллега-врач Саанви рекомендует ей обратиться к своему психотерапевту, она отправляется на приём, не подозревая, что тот самый психотерапевт — Майор. Зик и Джаред встречаются в квартире Микаэлы и вступают в перепалку: Зик демонстрирует пистолет, который он купил, чтобы защитить Микаэлу и убить Гриффина, а не наркотики, как думал Джаред. Микаэла слышит всё более громкий призыв «Останови его» и вбегает в свою квартиру, в этот момент происходит выстрел. |            |                                                        |                       |                                        |                  |                   |

### Сезон 2 (2020)
| № общий | № в сезоне | Название                                       | Режиссёр        | Автор сценария                       | Дата премьеры   | Зрители США (млн) |
| --- | ---------- | ---------------------------------------------- | --------------- | ------------------------------------ | --------------- | ----------------- |
| 17 | 1          | «Пристегните ремни» «Fasten Your Seatbelts»    | Джо Чаппель     | Джефф Рейк и Бобак Эсфархани         | 6 января 2020   | 4.73              |
| Микаэла получает случайную пулю в живот и убеждает Зика сбежать, пока Джаред вызывает помощь. У Микаэлы и Кэла одновременно случается видение с падающим самолётом, в котором Кэл хочет что-то сказать. Грейс и Бен делятся новостью о беременности с семьёй, но скрывают это от Дэнни, когда Грейс и Олив встречают его на улице. Бен продолжает разыскивать пассажиров рейса 828 и замечает, что за многими из них следит один и тот же фургон. Микаэла восстанавливается и возвращается в свой участок, где видит в списке пропавших без вести семейную пару, которая была вместе с ними в самолёте. Позже Бен и Микаэла находят их у моста Джорджа Вашингтона и помогают правильно растолковать зов, который позволяет им найти машину, сорвавшуюся с обрыва, внутри которой оказалась семья с детьми. Кэл находит Зика в доме его матери и говорит, что тот нужен Микаэле; Зик позже находит её на улице, но тут же добровольно сдаётся полиции. Майор, которая продолжает изображать терапевта на встречах с Саанви, рекомендует ей обратиться в группу поддержки. Бен замечает знакомый фургон у своего дома и пытается вступить в разговор, но его заталкивают внутрь и похищают. |            |                                                |                 |                                      |                 |                   |
| 18 | 2          | «Полёты запрещены» «Grounded»                  | Клаудия Ярми    | Лора Путни и Маргарет Изли           | 13 января 2020  | 3.49              |
| Похитителем Бена оказывается Вэнс. Он рассказывает Бену и Микаэле, что выжил, но решил имитировать свою смерть, чтобы иметь возможность незаметно следить за деятельностью Майора. Капитан Бауэрс назначает Микаэле нового напарника — Дрею Миками, девушку из богатой семьи. Микаэла присутствует на суде над Зиком, где он признаёт себя виновным. Грейс и Бен собираются сделать ДНК-тест, чтобы установить, кто является отцом ребёнка, но Грейс слышит зов, который говорит остановиться. Они понимают, что отец ребёнка — Бен, а зов может передаваться по наследству. Когда Олив узнаёт это, она чувствует себя одинокой, так как она единственный член семьи, который не слышит зов, и она решает отправиться в «Церковь Вернувшихся». Грейс соглашается доверить ДНК-тест Саанви, а та рассказывает о ребёнке Майору во время сеанса терапии. Бен встречается с ещё одним пассажиром рейса 828, студентом по имени Ти Джей. Когда зов приводит Ти Джея к закопанному телу убитой студентки, Джаред арестовывает его, потому что находит отпечатки Ти Джея в комнате убитой. Но Микаэла при помощи зова находит настоящего убийцу. Бен вместе с Ти Джеем отправляется на выставку, где показывает ему арт-объект, сделанный убитой девушкой из вещей Ти Джея, выброшенных на свалку после его исчезновения. Там же Бен встречает свою однокурсницу, которая стала деканом колледжа, и она предлагает ему прислать своё резюме. Вэнс и Бен понимают, что Майор знает об исследованиях Саанви насчёт ДНК. Микаэла и Кэл одновременно испытывают зов, как и Зик, которого в это время накачивают снотворным в специальном отсеке тюрьмы. |            |                                                |                 |                                      |                 |                   |
| 19 | 3          | «Ложный горизонт» «False Horizon»              | Нэйтан Хоуп     | Жанин Реншоу и М.У. Картозиан Уилсон | 20 января 2020  | 3.64              |
| Олив продолжает посещать «Церковь Вернувшихся», прихожане которой крепнут в своих убеждениях. Микаэле удаётся вызволить Зика из тюрьмы при помощи адвоката, при этом подставив Джареда. Грейс вновь слышит зов, но у неё не получается до конца его исполнить. Бен раскрывает Саанви, что данные её исследований доступны Майору, и она устанавливает слежку, чтобы найти информатора. При помощи Вэнса и Бена она опознаёт в своём психотерапевте генерал-майора армии США Кэтрин Фитц, специалиста по психологическому воздействию с тридцатилетним стажем секретной службы. Бен проводит открытую лекцию по комбинаторике, и его берут на работу в колледж Ти Джея, выясняется, что один из нанимателей имеет на это тайные мотивы. Джаред, обозлённый на Микаэлу, сталкивается в баре с представителями группировки Иксеров, преследующей пассажиров рейса 828. |            |                                                |                 |                                      |                 |                   |
| 20 | 4          | «Чёрный ящик» «Black Box»                      | Шервин Шилати   | Симран Байдван и Бобак Эсфархани     | 27 января 2020  | 3.72              |
| Зов одновременно приводит Микаэлу и Зика в банк, в который позже вламывается вооружённый грабитель. Микаэла узнаёт в нём пассажира рейса 828 и понимает, что он видел зов с датой смерти. Они стараются успокоить его, освободить заложников и проследить, чтобы стрелок попал в защищённое хранилище. В то же время, другой зов приводит Бена и Ти Джея к брату стрелка, у которого есть второй ключ от ячейки, и Бен убеждает его поехать с ним в банк. Внутри ячейки находится компас с попавшей в него пулей, который спас деда братьев от смерти во время Второй мировой войны. Стрелок считает, что он спасёт от смерти и их, поэтому отдаёт его Микаэле на хранение, пока он будет в тюрьме. Ти Джей расстроен, узнав про дату смерти, тогда Олив отводит его в «Церковь Вернувшихся», чтобы дать ему надежду. Саанви старается обмануть Майора, та подыгрывает ей, пока её люди обчищают лабораторию Саанви в больнице и её домашнюю лабораторию. Саанви рассказывает Вэнсу, что ей удалось выделить ген зова, и она работала над тем, чтобы научиться передавать его другим и удалять его у тех, у кого он есть. |            |                                                |                 |                                      |                 |                   |
| 21 | 5          | «Скоординированный полёт» «Coordinated Flight» | Марисоль Адлер  | Мэттью Лау и Марта Джин Кампс        | 3 февраля 2020  | 3.55              |
| Олив оказывается единственным свидетелем нападения группировки Иксеров на Церковь и одного из прихожан — Исайю, а у Бена случается зов «спаси её». В то же время пикап Иксеров заставляет Грейс и Кэла съехать с дороги, и они попадают в небольшую аварию. В обоих случаях полиция не придаёт большого значения этим нападениям, пока в дело не вмешивается Микаэла. В госпитале Бен и Грейс узнают, что у них будет девочка, и решают, что зов был о ней. Позже Бен и Ти Джей изучают полицейские отчёты о нападениях на других пассажиров и приходят к выводу, что все эти события хорошо скоординированны, чтобы отвлечь внимание полиции. Олив признаётся Микаэле, что она видела нападение и опознаёт одного из преступников, который раскрывает полиции место встречи группировки. Однако, Джаред узнал об этом и предупредил брата своей новой подруги, одного из Иксеров, поэтому когда вооружённый отряд вместе с Микаэлой прибывает на место, они находят только пикап, напавший на Кэла и Грейс. В ответ на эту услугу Джареда знакомят с главарём группировки Иксеров, которым оказывается один из профессоров колледжа, где работает Бен. Зик тем временем посещает курсы по реабилитации от наркозависимости и хочет объясниться с Кортни, с которой он плохо обходился, когда был зависим. Сначала она его отвергает, но позже сама приходит домой к Зику и Микаэле, называя себя его женой. Грейс замечает, что гравировка на компасе совпадает с рисунком на карте таро, которую несколько лет назад они с Олив получили от гадалки. Бен, узнав о том, что Олив посещает Церковь, тайно приходит к Эдриану и просит его держаться подальше от дочери. |            |                                                |                 |                                      |                 |                   |
| 22 | 6          | «Обратный рейс» «Return Trip»                  | Мо Перкинс      | Лора Путни и Маргарет Изли           | 10 февраля 2020 | 3.70              |
| Бен и Микаэла узнают, что Саанви ставит эксперименты на себе. Кортни просит помощи у Зика, чтобы разобраться с опасным наркоторговцем Лукасом. Микаэла вызывается пойти с Зиком, и один из помощников Лукаса узнаёт в ней пассажира рейса 828 и копа, но Дрея вовремя приходит на помощь. После этого Кортни уходит, а Микаэла находит таблетки в бритве Зика. Бен и Саанви чувствуют зов о маленьком мальчике, внебрачном сыне пассажира Финна Новака и замужней женщины Орлены Прагер, с которой он познакомился на Ямайке. При встрече Саанви замечает у мальчика Тео признаки печёночной недостаточности и им удаётся вовремя его спасти, а Финн становится донором для трансплантации. Тем временем, Олив и Ти Джей находят колоду карт таро, создателем которой оказывается моряк, однажды пропавший в море на 10 лет и заявивший по возвращении, что слышит голос Бога. С Грейс связываются журналисты, которые хотят взять интервью о первом ребёнке пассажиров, и она предлагает сказать, что это ребёнок Дэнни, но Бен против этого. Саанви продолжает эксперименты и вызывает общий зов у себя, Бена, Микаэлы и Эдриана, в котором они видят сгоревший самолёт с пассажирами и падающий с неба пепел. |            |                                                |                 |                                      |                 |                   |
| 23 | 7          | «Аварийный выход» «Emergency Exit»             | Жан Де Сегонзак | Жанин Реншоу и Эзра В. Нахман        | 17 февраля 2020 | 3.70              |
| Бен узнаёт, что Олив продолжает посещать Церковь, несмотря на его запреты и вновь конфликтует с Эдрианом. Олив и Ти Джей начинают отношения. Зик расстроен тем, что Микаэла не верит в его чистоту, и говорит, что заначку с таблетками оставила Кортни. Саанви по совету отца встречается с Алекс, иммунологом и своей бывшей возлюбленной, которая помогает ей совершить прорыв в экспериментах. Джаред ищет способ подставить Микаэлу. Исайя, ярый фанатик «Церкви Выживших» под разными предлогами заманивает на вечеринку в клуб, где он работает барменом, многих пассажиров рейса 828, желая доказать, что пассажиры бессмертны. Бен встречает на этой вечеринке Микаэлу и Эдриана, они понимают, о чём предупреждал их зов, но в этот момент Исайя поджигает клуб. Зик и Кэл одновременно понимают, что всем грозит опасность, вместе с Грейс они приезжают на место пожара, там же оказыватся Джаред. Почувствовав дым и огонь, люди пытаются в панике бежать, но Исайя закрыл все выходы и добавил снотворное в бесплатное шампанское, из-за чего многие падают без сознания. Микаэле, Бену и Ти Джею удаётся сломать несколько дверей и организовать эвакуацию. Зик забегает в горящее здание и помогает Микаэле спасти Беттани, стюардессу рейса 828, но они плутают в дыму, их находит Джаред и указывает дорогу к выходу. Олив подворачивает ногу, и Бен выносит её на руках из горящего здания, а Ти Джей вступает в схватку с окончательно обезумевшим Исайей, отвлекая его. Бен хочет вернуться за Ти Джеем, но в этот момент внутри происходит взрыв. Саанви приходит в сознание после очередного эксперимента и обнаруживает, что избавилась от аномалии в своём ДНК; когда она выходит в коридор, она видит многих пострадавших от пожара. Бен приходит в свой кабинет и обнаруживает посылку с дневником моряка Аль Зураса, которую заказал на его имя Ти Джей. В нём Бен видит изображение мужчины, выносящего из огня девушку.                                                         |            |                                                |                 |                                      |                 |                   |
| 24 | 8          | «Продолжайте» «Carry On»                       | Николь Рубио    | Джефф Рэйк и Симран Байдван          | 2 марта 2020    | 3.64              |
| Полиция и пожарные продолжают разбирать завалы после пожара в клубе, и Микаэла замечает в руке одного из трупов браслет Олив, решая, что это тело Ти Джея. Руководитель колледжа Ти Джея и лидер Иксеров Саймон приходит домой к Стоунам, чтобы выразить сочувствие, а также пользуется моментом, чтобы тайно сфотографировать все материалы расследований Бена. Микаэла и её напарница Дрея следят за Джаредом и добывают доказательства его тесной связи с Иксерами, о чём рассказывают капитану Бауэрс. Бен приходит к месту пожара, чтобы возложить цветы у стихийного мемориала и слышит зов с песнопениями на неизвестном языке. Эти голоса приводят его в буддистский центр, расположенный неподалёку. Олив помогает растолковать зов, они решают, что должны проститься с Ти Джеем по буддистскому обычаю, как он сделал это со своей матерью, после возвращения узнав о её смерти. Однако, после проведённого ритуала зов не исчезает, а лишь усиливается, приводя Бена и Олив через тайный подземный ход к чудом выжившему Ти Джею. У Зика начинают всё сильнее проявляться признаки обморожения, и он почти убеждает Саанви ввести ему свою экспериментальную сыворотку. У Саанви тем временем появляются побочные эффекты. |            |                                                |                 |                                      |                 |                   |
| 25 | 9          | «Бутылки для самолёта» «Airplane Bottles»      | Рамаа Мосли     | Мэттью Лау и М.У. Картозиан Уилсон   | 9 марта 2020    | 3.67              |
| Изучая записи в дневнике Аль Зураса, Бен, Кэл, Ти Джей и Грейс испытывают общий зов с грозой и штормом. Кэл безуспешно пытается собрать то, что ему показывает зов, а Бен и Ти Джей стараются ему помочь. Несмотря на возникшие сложности и напряжённую обстановку, у них получается найти решение. Саймону удаётся развернуть претензии Микаэлы к Джареду в обратную сторону и служба безопасности начинает допрашивать её по поводу всех её последних дел. Поняв, что таким образом Саймон задумал избавиться от Мик, Джаред вмешивается. Зик замечает, что Саанви не в себе и вызывает Алекс на помощь. Бен и Ти Джей продолжают изучать дневник и видят в нём предостережение об учёном, который пытался вылечить себя сам, среди рисунков они замечают изображение Саанви. |            |                                                |                 |                                      |                 |                   |
| 26 | 10         | «Отклонение от курса» «Course Deviation»       | Майкл Смит      | Лора Путни и Маргарет Изли           | 16 марта 2020   | 4.29              |
| Джаред раскрывает Микаэле, что внедрился в банду Иксеров под прикрытием, а капитан Бауэрс вводит её в детали дела. Тем временем, Билли с друзьями похищает Зика и удерживает его в подсобке бара, он зовёт Джареда, считая, что тому будет приятно поквитаться с ухажёром своей бывшей. Джаред незаметно вызывает подкрепление, зная, что Мик установила жучок в баре, а также вызывает Саймона с женой. Те решают, что нужно убить Зика и обвинить в этом Микаэлу и Бена. В этот момент к бару прибывает вооружённый отряд, таким образом, полиции удаётся поймать всех разом. Тамара разочарована, считая, что Джаред использовал её, чтобы подобраться к её брату, хоть он и пытается сказать об обратном; а капитан Бауэрс намекает на скорое повышение Васкеза до лейтенанта. У Грейс случается зов, в котором кто-то зовёт на помощь у моста Хайбридж через реку Гарлем. Приехав на место, Бен и Грейс замечают Эдриана, который тоже пришёл на зов, несмотря на то, что находится в розыске после пожара. Грейс поскальзывается на камнях и чувствует себя хуже, и они с Беном уезжают; в больнице ей говорят, что существует угроза для её жизни и жизни ребёнка. Чтобы спасти обоих, необходима сложная операция, провести которую могут лишь два человека в стране. Но один не отвечает на звонки, а другой находится в Бостоне, и на дорогу нет времени. Оставшись один, Эдриан продолжает страдать от громких голосов в голове, затем он замечает в реке тонущего человека. Спасённый им мужчина оказывается тем самым врачом, который не отвечал на звонки. Благодаря этому, Грейс и новорождённая Идэн спасены. Бен и Эдриан спорят о природе зова. Олив и Кэл решают, что им нужно составить для своей будущей сестры «инструкцию по выживанию» в их странной семье. Разбирая блокнот с рисунками, Кэл находит изображение своего первого зова, который он до сих пор не растолковал. Вскоре, зов Кэла повторяется вновь, в том числе и у Эдриана: оба видят три загадочные человеческие тени. |            |                                                |                 |                                      |                 |                   |
| 27 | 11         | «Без сопровождения» «Unaccompanied Minors»     | Энди Волк       | Жанин Реншоу и Марта Джин Кампс      | 23 марта 2020   | 4.12              |
| Бен обеспокоен теорией Эдриана и продолжает искать зацепки, а Кэлу почти каждую ночь видятся три угрожающие тени. Обморожение Зика прогрессирует, но Саанви не оставляет попыток его вылечить. Зов приводит Бена и Ти Джея на станцию метро, где они спасают пожилого человека от суицида. Внезапно оказывается, что это отец Зика. Бен убеждает Зика, что тому нужно простить обиды и примириться с отцом. Микаэла и Джаред вместе расследуют небольшую кражу, которая приводит их к подпольной нарколаборатории. При этом, Микаэлу постоянно преследует зов «отпусти его». Кто-то неизвестный отзывает разрешение Саанви на работу в больнице. Зик делает Мик предложение. Ложась спать, Кэл снова видит на стене три тени, которые совпадают с тенями трёх преступников, пойманных Джаредом и Микаэлой. |            |                                                |                 |                                      |                 |                   |
| 28 | 12         | «Позывной» «Call Sign»                         | Джо Чаппелль    | Симран Байдван и Эзра В. Нахман      | 30 марта 2020   | 4.08              |
| В доме Стоунов все заняты подготовкой к свадьбе, а Кэл, назначенный шафером, устраивает Зику мальчишник. Микаэла рассказывает Джареду, что выходит замуж за Зика, которому осталось жить пару дней, и приглашает его прийти. Бен снова видит, как взрывается их самолёт. Микаэла из выпуска новостей узнаёт, что произошёл взрыв в лаборатории арестованных наркоторговцев. Бен приезжает в аэропорт на место взрыва самолёта, где встречает Уорда, механика рейса 828, который постоянно видит зов с взрывом самолёта и винит себя в произошедшем. Зик признаётся матери, что умирает. Саанви, подозревая, что Майор замешана в отзыве её лицензии, пытается встретиться с Вэнсом, который пропал. Ти Джей объявляет Олив, что выиграл грант на учёбу в Египте и собирается уехать, чтобы расшифровать дневник Аль Зураса, и предотвратить дату смерти. Мик на грани нервного срыва и хочет отменять свадьбу, но Бен приносит ей фату их матери, которую он нашёл в комиссионном магазине в подвале дома Уорда. Вэнс рассказывает Саанви, что Майор что-то нашла в её исследованиях, и просит Саанви исчезнуть на время. После свадебного вечера, укладывая Идэн спать, Бен снова видит зов со взрывом. Трое наркоторговцев устраивают побег и приезжают к дому Стоунов, похищая Кэла. |            |                                                |                 |                                      |                 |                   |
| 29 | 13         | «Условия обледенения» «Icing Conditions»       | Ромео Тайрон    | Джефф Рейк и Мэттью Лау              | 6 апреля 2020   | 4.36              |
| Похитители требуют вернуть им конфискованную партию товара, в обмен на жизнь Кэла. Зику остался один день до даты смерти, он продолжает замерзать и видит зов об этом. Вэнс и Саанви следят за Майором, затем Саанви отправляется на паром, чтобы поговорить с ней. Мик и Джаред забирают метамфетамин из хранилища улик в полицейском участке, чтобы при помощи Дреи и Бена устроить процесс обмена у музея на Пирсе 86 на западе Манхэттена. Операция срывается из-за вмешательства полиции, капитан Бауэрс узнаёт об этом и берёт дело под контроль. Один из похитителей проникается симпатией к Кэлу, тот использует это, чтобы отправить зашифрованное сообщение Олив. Зик снова видит зов, вместе с Олив они понимают, что похитители укрылись на севере штата в районе Катскилл. Саанви хочет выведать тайны Майора, используя быстродействующий яд, но случайно убивает её. Бен и Мик находят дом, где укрылись похитители. Пока наркоторговцы спорят между собой, один из них отпускает Кэла, но его сообщники это замечают и отправляются в погоню. Зик снова видит зов о замёрзшем озере и Кэле и из последних сил отправляется туда. Кэл прибегает на озеро, где его догоняют. Внезапно ударяет молния и Кэл вместе с похитителями проваливается под треснувший лёд, Зик ныряет в ледяную воду и вытаскивает Кэла. Один из похитителей тянет Зика вниз, в последний момент Бен помогает Зику выбраться, но тот замерзает. Когда чудесным образом Зик возвращается к жизни и освобождается от действия гипотермии, Бен и Микаэла решают, что единственный способ избежать даты смерти — следовать зову. Полицейские водолазы не находят в озере трупов, к удивлению Джареда. Сидя в своей спальне и играя с Идэн, Бэн снова видит, как взрывается и падает их самолёт. Кубинское рыболовецкое судно обнаруживает в океане обломок самолёта, летевшего рейсом 828. |            |                                                |                 |                                      |                 |                   |

### Сезон 3 (2021)
| № общий | № в сезоне | Название                                            | Режиссёр       | Автор сценария                         | Дата премьеры  | Зрители США (млн) |
| --- | ---------- | --------------------------------------------------- | -------------- | -------------------------------------- | -------------- | ----------------- |
| 30 | 1          | «Стабилизатор» «Tailfin»                            | Ромео Тайрон   | Джефф Рейк и Бобак Эсфархани           | 1 апреля 2021  | 3.99              |
| Бен и Вэнс находятся на Кубе и выслеживают неизвестную находку, связанную с рейсом 828. Это оказывается вертикальный стабилизатор от их самолёта, при прикосновении к нему Бена отбрасывает назад, и это снимает на камеру местный мальчик. Кубинский полицейский, увидев видео, заставляет Бена прикоснуться к обломку ещё раз, но вмешивается Вэнс. Бен и напарник Вэнса сбегают на самолёте, оставив Вэнса, задержанного кубинской разведкой. В это же время Микаэла и Зик проводят медовый месяц в Коста-Рике. У Бена, Микаэлы и Кэла случается видение, в котором они видят ещё одну пассажирку рейса 828, Анджелину Мейер. Микаэла узнает, что Анджелину держат в плену её очень религиозные родители, думающие, что их дочь одержима. Микаэла спасает её, и их с Зиком подбирает самолёт, на котором летит Бен. Саанви управляет частной медицинской клиникой. Она заходит в комнату, в которой сидит сотрудник АНБ, и спрашивает у него, нет ли новостей. Неизвестная женщина приходит в 129-й участок и хочет поговорить с Микаэлой, но, не дождавшись её, рассказывает всё Джареду. Она рассказывает, что её мать, Кэтрин Фитц пропала, и женщина не получала вестей от матери уже 3 месяца. Микаэла обсуждает с Беном обнаружение в море вертикального стабилизатора. Бен выдвигает предположение о том, что рейс 828 разбился и они все погибли, но позже были воскрешены по неизвестным причинам. Тела преступников, похитивших Кэла: Джеймса, Пита и Кори всплывают на поверхность озера. Похитители воскресают. |            |                                                     |                |                                        |                |                   |
| 31 | 2          | «Пустой рейс» «Deadhead»                            | Ромео Тайрон   | Лора Путни и Маргарет Изли             | 8 апреля 2021  | 3.15              |
| Микаэла возвращается к работе в полиции. Её напарницей снова назначают Дрею Миками. Они просматривают видеозапись, отправленную смотрителем парка, на которой видно выходящих из озера похитителей Кэла. Микаэла предупреждает о них Бена и отправляется с напарницей к озеру. Они выясняют, что преступники напали на отдыхающих и украли фургон. У Анджелины появляется навязчивый зов, который ведет её в её старую школу. С помощью Олив она выкапывает свою «капсулу времени», в которой лежит старая фотография Анджелины на фоне киоска «King Kone». Фотография напоминает ей о временах, когда её жизнь была нормальной. Пит говорит Джеймсу, что они должны бежать в Канаду, тот соглашается, но сначала он хочет украсть деньги с места своей старой работы — киоска «King Kone». У киоска преступники слышат зов «иди к ней», и Пит поднимает фотографию, случайно выроненную Анджелиной. Джеймс и Кори сбегают на фургоне без него. Пита арестовывают Микаэла и Дрея, он говорит, что на заднем плане фотографии запечатлены он и его брат. Грейс пытается найти безопасное место для сына и воссоединяется со своим сводным братом Тариком. Бен говорит Тиму Пауэллу, что его начальник ещё жив, и Тим предлагает свою помощь в возвращении Вэнса с Кубы. Зик замечает, что Саанви чем-то обеспокоена. Сообщение об обнаружении На Кубе обломка самолёта рейса 828 попадают в СМИ, и дом Стоунов осаждают репортёры. |            |                                                     |                |                                        |                |                   |
| 32 | 3          | «Ведомый» «Wingman»                                 | Майкл Смит     | Симран Байдван и Эзра В. Нахман        | 15 апреля 2021 | 3.32              |
| Агенты АНБ допрашивают Вэнса, но он не открывает свои секреты и настаивает, что больше не хочет работать на правительство после попытки убить его со стороны Фитц. Зов приводит Бена к пассажиру по имени Иган, вместе они находят подростка и спасают его из здания музея, которое вскоре разрушается. Бен отвозит спасённого домой, и оказывается, что Кори — его старший брат. Олив и Анджелина рассматривают древний Египетский артефакт, который прислал Ти Джей, находя в нём подсказки и изображение павлиньего пера, в то же время у Кэла случается видение с павлином. Зов приводит Микаэлу в дом её покойной подруги Ив, где она обнаруживает мёртвого отца Ив. Позже они с Зиком решают, что будут вместе заботиться о матери Ив, страдающей деменцией. Анджелина навещает Пита в тюремной камере, говоря, что чувствует, что должна помочь ему, как ей самой помогла Микаэла. Джаред расспрашивает Саанви о сеансах психотерапии с Майором, что нервирует Саанви. Кори и Пит одновременно слышат зов, в это же время кто-то внутри минивэна вырезает глаза с фото семьи Стоунов. Иган выкидывает в урну недостающий фрагмент Египетского артефакта после того, как сдал в ломбард вещи, украденные из музея. Вэнса восстанавливают на службе в АНБ и Пауэлл отводит его в огромный ангар, где Вэнс видит что-то поражающее. |            |                                                     |                |                                        |                |                   |
| 33 | 4          | «Штопор» «Tailspin»                                 | Майкл Смит     | Марта Джин Кампс                       | 22 апреля 2021 | 3.21              |
| Спустя два месяца Вэнс, теперь возглавляющий расследование дела рейса 828, приглашает Бена и Саанви на тайную базу-лабораторию Эврика, на которую уже доставлен стабилизатор их самолёта. Вэнс знакомит их с доктором Губтой, руководящей исследованием, и показывает им видео с камер, на котором стабилизатор исчезает из лаборатории. Саанви узнаёт дату и время момента исчезновения: в этот день и в это время она убила Кэтрин Фитц. В тот же день пропали похитители Кэла и Зик пережил свою дату смерти. Светящаяся рука Бена приводит его в засекреченную зону, где он видит тело Келли Тайлор, пассажирки рейса 828, в экспериментальном контейнере. Бен вспоминает то, что её застрелили более года назад. Доктор Губта говорит, что на теле больше нет пулевого ранения, но есть повреждения соответствующие травмам при авиакатастрофе. Бен говорит, что теперь научно доказано, что пассажиры рейса 828 погибли в самолёте и после воскресли. Зик обнаруживает, что теперь он способен чувствовать эмоции других людей. Он помогает успокоить Беверли, а после помогает Питу рассказать правду о том, что школьный тренер по имени Хэннити заставлял Джеймса, Кори и Пита торговать наркотиками. После смерти товарища по команде тренер выгоняет Джеймса, Кори и Пита, последнего сажают в тюрьму. Микаэла решает отправиться домой к Хеннити и обнаруживает там Кори, подстреленного сбежавшим Джеймсом. Кори говорит Микаэле, что наркотики находятся в вентиляции, и она находит их и арестовывает Хэннити. Пит сообщает Микаэле, где сейчас может находиться его брат. Джаред и Дрея расследуют исчезновение Кэтрин Фитц и подбираются близко к разгадке. Эммет докладывает Вэнсу о Джареде, ходящем у места убийства Кэтрин. |            |                                                     |                |                                        |                |                   |
| 34 | 5          | «Приводнение» «Water Landing»                       | Марисоль Адлер | Мэттью Лау                             | 29 апреля 2021 | 3.27              |
| Эммет под псевдонимом специального агента Фишера похищает Джареда и рассказывает полицейскому о том, что Кэтрин Фитц была убита вражеским шпионом. Из-за того, что до его даты смерти остался один день, Джеймс яростно пытается отомстить Микаэле. Пита забирают на Эврику, чтобы получить его анализы и провести тесты, пока не настала его дата смерти. По указанию Пита Микаэла находит трейлер, угнанный Джеймсом. На стене трейлера она находит рисунок, совпадающий с некоторыми частями древнего свитка Маат. Леви предполагает, что рисунок - это изображение древнего испытания, которое называется "Последнее испытание". В это испытании участвовали три преступника, чьи истории совпадают с историями Джеймса, Пита и Кори. В истории говорится, что если Джеймс простит Микаэлу и вместо мести будет искать искупление, его пощадят. Вэнс позволяет Бену взять Пита, чтобы убедить Джеймса не мстить, если Бен разрешит проводить опыты на себе. Бен соглашается. Из-за неосторожности брата Грейс местоположение Кэла попадает в местные новости. |            |                                                     |                |                                        |                |                   |
| 35 | 6          | «Похоронная спираль» «Graveyard Spiral»             | Шервин Шилати  | Лора Путни и Маргарет Изли             | 29 апреля 2021 | 3.21              |
| Следуя зову, Микаэла вместе с мужем приезжает к озеру, где воскресли преступники. Джеймс слышит Кэла, играющего в баскетбол и повторяющего слова "последний шанс". Считая, что его выживание связано с Кэлом, он после непродолжительной борьбы с Микаэлой сбрасывает её в пропасть. Очнувшись от удара Джеймса, Зик помогает жене подняться, позже их находит Джаред. Джеймс на полицейской машине Микаэлы отправляется к дому Тарика. Кто-то прокалывает шины на машинах семьи Грейс, что вынуждает их прятаться у дома. Когда к дому подъезжают Бен, Пит, Анджелина и охранник Пита, Джеймс с крыши дома убивает охранника. Пит выбегает из машины и пытается остановить Джеймса, но брат говорит Питу, что, по его мнению, их дата смерти связана с Кэлом, и, если мальчик умрет, они продолжат жить. Джеймс убивает Тарика и отправляется в лес искать Кэла. Расстроенная и разозленная Грейс берет ружье и садится в засаду рядом с местом, где прячется Кэл. Кори находит убежище Кэла и говорит, что хочет ему помочь. Там же их находит Бен. К дому Тарика подъезжают Джаред, Микаэла и Зик. Когда Джеймс подходит к убежищу, Бен убеждает жену не стрелять в преступника. Джеймса окружают семья Бена, Джаред, Зик, Пит, Анджелина и Кори, вышедший из убежища. Джеймс говорит: "Предатели!", после чего из него начинает извергаться вода и преступник умирает. Раны Кори и Пита заживают, кажется, что они пережили дату смерти. Микаэла обещает помочь Питу получить досрочное освобождение за его хорошие поступки, Анджелина обещает дождаться его. В то же время Олив, которой уборщица принесла последний фрагмент древнего пергамента, очищает этот фрагмент. В нем говорится, что всех преступников будут судить вместе, потому что они вернулись вместе. Дочь срочно звонит Бену и сообщает об этом. Темная фигура вылезает из тела Джеймса и хватает Пита и Кори, убивая их. Анджелина опустошена потерей Пита, Бен и Микаэла ошеломлены осознанием своей ошибки. |            |                                                     |                |                                        |                |                   |
| 36 | 7          | «Драгоценный груз» «Precious Cargo»                 | Ромео Тайрон   | Бобак Эсфархани и Эзра В. Нахман       | 6 мая 2021     | 3.05              |
| Доктор Губта, крайне недовольная тем, что Вен не смог вернуть Пита живым, говорит, что Вен и Саанви должны покинуть Эврику после того как из нынешние задачи будут выполнены. Тела преступников, похитивших Кэла, перевозят на базу-лабораторию. Микаэла, Иган и ещё несколько пассажиров видят темное облако над базой, приходят к ней и замечают выходящего оттуда Бена. Микаэла рассказывает Бену о зове. Иган и ещё несколько пассажиров похищают Бена и отвозят его в неизвестное место. Иган говорит, что он заметил больше, чем Микаэла: облако было не над всем зданием, а только над восточным крылом. Иган пытается узнать у Бена, что находится в этой части Эврики, последний говорит, что это крыло - погрузочная площадка. Иган собирается ехать к базе, но Бен отговаривает его и предлагает стать шпионом пассажиров там. Бен рассказывает Игану о «лодке», в которой оказались все пассажиры: так же, как и Джеймс, Пит и Кори, они все должны слушать и выполнять зов, иначе все пассажиры самолёта могут погибнуть. Незаметно от похитителя, Бен с помощью умного холодильника помогает Микаэле определить его местоположение. Микаэла и Дрея врываются в дом, в котором Иган спрятал Бена и арестовывают Игана, несмотря на просьбу Бена не делать этого, поскольку они пришли к согласию. Позже Бен вносит залог за арестованного Игана и ещё раз предупреждает о «лодке». Кэл чувствует вину в смерти Тарика, и Грейс помогает ему успокоиться. Анджелина очень сильно подавлена смертью Пита. Джаред сближается с дочерью Майора, Сарой Фитц. Саанви обнаруживает, что химические элементы и вещества, обнаруженные у вернувшихся людей, в совокупности составляют сапфир. После этого открытия Доктор Губта разрешает Саанви остаться на базе и показывает ей что-то привезенное в запечатанном контейнере. |            |                                                     |                |                                        |                |                   |
| 37 | 8          | «Место назначения неизвестно» «Destination Unknown» | Клаудия Ярми   | Эрик Хейвуд и Марта Джин Кампс         | 6 мая 2021     | 2.85              |
| Предмет в контейнере оказывается окаменевшим куском дерева, покрытым составными частями сапфира. Зов с горящими фото пассажиров на стене приводят Бена и Микаэлу к пассажирке по имени Рейчел Холл. За пять лет, в течение которых Рейчел считалась пропавшей, её бывший муж женился на Ханне, сестре Рейчел. Проведя собственное расследование Бен с сестрой выясняют, что Рейчел пытается спасти свою сестру от жестокого мужа, от которого она пыталась сбежать до полёта рейсом 828. Бен следит за мужем Рейчел и не дает ей убить его. Бен случайно включает бесшумную сигнализацию, из-за чего его арестовывают. Микаэла сердится на Бена, так как он подвергает себя опасности, на что её брат отвечает, что ему нужно было сохранить «лодку 828-го». Доказательств совершения преступлений мужем Ханны оказывается достаточно для ареста. В это же время Саанви определяет, что куску дерева около 6000 лет и в нем содержится ДНК какого-то животного, как позднее выясняется, павлина. Доктор Губта говорит, что кусок дерева поднялся на поверхность из-за пробудившегося вулкана. Оказывается, что этот вулкан находится на горе Арарат, и, возможно, кусок дерева - это часть Ноева ковчега. Олив помогает Анджелине немного успокоиться и говорит, что она теперь - часть семьи Стоунов. Позже Анджелина, примеряющая одежду Олив, просит Кэла, заметившего её, оставить это в секрете. Кэл пытается использовать силу Зика, чтобы определить нравится ли он девочке из школы. Джаред начинает встречаться с Сарой Фитц, что немного напрягает Микаэлу. |            |                                                     |                |                                        |                |                   |
| 38 | 9          | «Призрак» «Bogey»                                   | Лаура Белси    | Симран Байдван и М.У. Картозиан Уилсон | 13 мая 2021    | 2.95              |
| Микаэла и Бен видят похожий зов с тёмным облаком. К Бену домой приходит Иган и требует объяснений, упоминая о льве в своём зове. Микаэла видит зов с облаками и кровавые слезы, текущие из глаз, о чём рассказывает Бену. Иган обнаруживает, что фотография Саанви на карте Бена мокрая. Бен не может дозвониться до Саанви, из-за чего Микаэла отправляется на Эврику. У Саанви после неудачных экспериментов над куском Ноева ковчега начинают идти кровавые слёзы. Бен и Иган видят зов с львом, плачущим кровью. Микаэла приезжает на Эврику и видит Саанви, которую лечит команда врачей, сестра звонит Бену и рассказывает о Саанви. Олив сообщает им, что есть один миф о льве, плачущем кровью. В нём говорится, что если у статуи льва из глаз идёт кровь, она предупреждает о наводнении. Однажды шутники нарисовали статуе кровь на глазах, после чего одна старуха стала говорить всем о надвигающемся наводнении. Люди посмеялись над ней, но наводнение все равно произошло. Микаэла делает вывод, что зов хочет, чтобы Саанви рассказала правду о чём-то. Саанви рассказывает Микаэле о части ковчега и связанных с ним исследованиях. Пол гаража Бена заливает вода, он и Иган видят светящийся журнал Альзураса и на одной из картин журнала находят лицо Саанви. Микаэла пытается узнать от Вэнса, какие ещё секреты могут быть у Саанви и после видит отражение своего лица с кровавыми слезами, которое превращается в лицо Саанви. Олив ссорится с Анджелиной из-за того, что та пытается стать такой как Олив и копирует её причёску. Саанви рассказывает Микаэле, что это она убила Майора и кровь исчезает из её слёз. Иган собирается уйти, забрав флешку Бена, но остается выслушать его. Грейс говорит, что Олив непревзойденно решает проблемы. Олив записывает сообщение с извинениями Анджелине, но снова сердится на неё, когда Анджелина собирается поцеловаться с Леви. Зик обнаруживает, что Беверли тоже может чувствовать его эмоции.              |            |                                                     |                |                                        |                |                   |
| 39 | 10         | «Калибровка компаса» «Compass Calibration»          | Рамаа Мосли    | Лора Путни и Маргарет Изли             | 20 мая 2021    | 2.85              |
| Эксперимент Саанви с куском ковчега вызвал землетрясение в Нью-Йорке. Когда Саанви видит в новостях огромную трещину с кипящей лавой прямо в эпицентре землетрясения, она решает, что гора Арарат пришла, чтобы забрать обломок ковчега. Они с Троем устраивают эксперимент, в процессе которого происходит взрыв, якобы уничтожающий артефакт, чтобы незаметно для всех вынести его из здания. Зов с горящим фото приводит Бена к Астрид — ещё одной пассажирке рейса 828, у которой случился зов о ребёнке, находящемся в беде. Этим ребёнком оказывается сын Коди Уэббера, известного противника пассажиров, с которым у Бена ранее был конфликт. По решению суда Бен не может приближаться к Коди, но Бен нарушает это условие, пытаясь узнать, где тот прячет сына. Джаред и Микаэла прибывают на место конфликта, затем Астрид при помощи Микаэлы находит и спасает мальчика. Джаред вынужден арестовать Бена. Из-за происшествия во время землетрясения, Анджелина решает, что Иден — её ангел-хранитель. Кэл подтверждает, что между ним, Анджелиной и Иден действительно есть связь. Позднее, когда Анджелина решает проверить свои предположения, она устраивает пожар в комнате Иден, из-за чего разгневанная Грейс выгоняет её из дома, несмотря на возражения Кэла. Прибыв к трещине, Трей и Купер отвлекают внимание, позволяя Саанви незаметно для всех бросить фрагмент ковчега в лаву. Обломок исчезает в расщелине, и на этом месте снова появляется асфальт. |            |                                                     |                |                                        |                |                   |
| 40 | 11         | «Не на службе» «Duty free»                          | Руба Надда     | Бобак Эсфарьяни и Дарика Фухрман       | 3 июня 2021    | 2.78              |
| Кэл прячет Анджелину в своей комнате, а она убеждает его, что будет для него как Аарон для Моисея. Бена вызывают в суд, он надеется признать свою вину и предъявить смягчающие обстоятельства произошедшего между ним и Коди Уэббером, но судья оказывается ярым противником пассажиров, что отражается на приговоре. Судья назначает огромный залог, который Грейс удаётся заплатить только заложив дом и отказавшись от первого взноса за ресторан, который она собиралась открыть. Бен и Микаэла узнают, что правительства и спецслужбы разных стран ужесточают меры в отношении пассажиров, дело принимает серьёзный оборот, когда выясняется, что власти Сингапура казнили одного из пассажиров. Микаэла считает, что это связано с тем, что она не арестовала Саанви, из-за чего они ругаются с Беном. Саанви приходит на Эврику, рассказывая Вэнсу правду про обломок ковчега, и видит, что они начали эксперименты с хвостовым стабилизатором их самолёта, что по её мнению, приведёт к ещё большим последствиям. После этого она напрввляется в полицейский участок, чтобы сдаться, как они ранее договорились с Микаэлой, но прямо перед приездом Саанви, после разговора с капитаном Бауэрс, Микаэла решает уволиться, сдаёт значок и уводит Саанви, не давая ей признаться в убийстве Майора. Бена выпускают из-под стражи, и он беседует с Вэнсом, когда это замечает Иган, которого тоже арестовали. Иган взбешён, он считает, что Бен работает на АНБ и представляет угрозу для всех пассажиров, особенно из-за последних событий. Также обнаруживается, что полиция арестовала Эдриана, который залёг на дно после пожара. По настоянию Анджелины, Кэл приходит к воротам Эврики и заявляет, что ему нужен хвостовой стабилизатор самолёта. |            |                                                     |                |                                        |                |                   |
| 41 | 12         | «Сигнал бедствия (часть 1)» «Mayday, Part 1»        | Дин Уайт       | Симран Байдван и Марта Джин Кампс      | 10 июня 2021   | 2.76              |
| Когда Венс сообщает Бену, что Кэл находится на Эврике, Олив надевает электронный браслет на себя, чтобы родители смогли отправиться за Кэлом. На Эврике они узнают, что у Кэла огромные ожоги на теле, вызванные зовом, и они не пропадут, пока не прекратятся эксперименты над обломком самолёта. Саанви лечит Кэла, пока Бен и Грейс умоляют доктора Губту прекратить эксперименты. Бен хочет уничтожить хвостовой стабилизатор, но зов указывает, что его нужно вернуть в океан. Вэнс пытается остановить эксперименты, но доктор Губта получает разрешение продолжить от штаб-квартиры. Кэл считает, что должен кое-что показать, чтобы Губта поверила ему, он прорывается к обломку самолёта и, касаясь его, исчезает. У Микаэлы случается общий зов с Беттани, Иганом и Эдрианом, где они все оказываются внутри самолёта, из которого сочится кровь. Она считает, что это предупреждение о чьей-то смерти, но Иган и Эдриан отказываются помогать. |            |                                                     |                |                                        |                |                   |
| 42 | 13         | «Сигнал бедствия (часть 2)» «Mayday, Part 2»        | Ромео Тирон    | Джефф Рейк и Мэттью Лау                | 10 июня 2021   | 2.76              |
| Чтобы вернуть Кэла, Бен и Вэнс собираются украсть хвостовой стабилизатор, а Олив и Грейс в это время рассматривают рисунки Кэла в поисках подсказок. Когда доктор Губта видит на рисунках знаки, связанные с её покойной бабушкой, она окончательно верит Кэлу и позволяет вывезти обломок самолёта с базы. Иган и Эдриан убеждают группу пассажиров, среди которых есть и Анджелина, в том, что Бен Стоун опасен, так как работает с АНБ. Иган и Эдриан врываются в дом Вэнса и удерживают его сына в заложниках. Зов приводит Микаэлу, Зика, Дрею и Джареда к дому Вэнса. Сам Вэнс также прибывает, чтобы спасти сына. Джаред узнаёт, что Саанви убила Майора, а Микаэла знала об этом, также он говорит Микаэле, что до сих пор любит её, что видит и чувствует Зик. Рискнув жизнью, чтобы помочь Бену вернуть обломок самолёта в океан, Саанви получает искупление и снова начинает видеть зов вместе с Беном и Микаэлой, из которого они понимают, что опасность не миновала, и нужно скорее вернуться домой. Анджелина, вдохновлённая Эдрианом, решает, что должна быть со своим ангелом-хранителем, она пробирается в дом Стоунов и крадёт Идэн, также пронзая кинжалом Грейс. Повзрослевший Кэл приходит к умирающей матери, обнимает её и говорит, что теперь он знает, что нужно делать. Когда доктор Губта уходит с Эврики, в кабине 828-го внезапно появляется капитан Билл Дейли, успевает позвать на помощь, а затем исчезает вместе с последними останками самолёта. |            |                                                     |                |                                        |                |                   |

### Сезон 4 (2022—2023)
| № общий | № в сезоне | Название                                                           | Режиссёр        | Автор сценария                           | Дата премьеры |
| --- | ---------- | ------------------------------------------------------------------ | --------------- | ---------------------------------------- | ------------- |
| 43 | 1          | «Посадка конвейером» «Touch-and-Go»                                | Ромео Тирон     | Джефф Рейк и Симран Байдван              | 4 ноября 2022 |
| Прошло два года с момента смерти Грейс и пропажи Иден. Бен проводит дни, расклеивая по городу листовки с фотографией дочери, а также уединяясь на чердаке собственного дома в окружении артефактов, связанных с рейсом 828. За всеми пассажирами теперь пристально следит полиция, каждый из них должен отмечаться раз в месяц в «Реестре». Повзрослевший Кэл скрывает свою настоящую личность, чтобы не привлекать лишнего внимания. Зик, благодаря своим способностям, стал успешным психотерапевтом. Микаэла, которая давно уволилась из полиции, чувствует зов: он приводит её в порт. В порту она находит грузовой контейнер, где оказывается полуживой Генри Ким, один из пассажиров рейса. Мик удаётся привезти его на базу, там ей помогают Саанви и Вэнс, приводя Кима в чувство. Он заявляет, что у него есть посылка для Кэла. Это оказывается «чёрный ящик» рейса 828, который пропал с Эврики два года назад вместе со всем самолётом. Джаред приносит Бену свидетельство о смерти Иден, так как полиция официально закрыла дело. Но Бен отказывается верить в это, а зов сводит его с другой пассажиркой рейса — Анной Росс. Вместе они находят и спасают от гибели отца и сына. Когда Анна возвращается домой, оказывается, что в её доме скрываются Анджелина и Иден. |            |                                                                    |                 |                                          |               |
| 44 | 2          | «Всем выйти на связь» «All Call»                                   | Дин Уайт        | Лора Путни и Дарика Фухрман              | 4 ноября 2022 |
| Ким рассказывает, что над ним проводили эксперименты в течение двух лет. Он также говорит, что слышит голоса на записи из «чёрного ящика», которые больше никто не слышит. Узнав, что Анна виделась с Беном, Анджелина решает бежать. Чтобы скрыться, она обесцвечивает свои волосы и стрижёт Иден. Она снимает комнату у какой-то женщины, но та, узнав, что Анджелина из пассажиров, запирает её. Эдриан приходит на помощь, благодаря зову. Он разрешает Анджелине с Иден остаться на его ферме, хоть и потрясён тем, что она сделала. Но скрывает это от остальных пассажиров, которые тоже живут у него. Саанви рассказывает Бену о «чёрном ящике», но он не проявляет интереса, так как разуверился в том, что зов поможет ему найти дочь. Бен соглашается поучаствовать в записи подкаста Аарона Гловера, давнего исследователя тайны рейса 828. После интервью, один из слушателей сообщает, что видел женщину, похожую на Анджелину. Бен и Зик отправляются на указанное место, которое оказывается рядом с домом Анны. Зик чувствует, что Анна что-то скрывает, и она признаётся, что укрывала в своём доме Анджелину и Иден. Саанви удаётся найти частоту звуковых колебаний и расшифровать кусок записи, который раньше слышал только Ким: на записи слышны все зовы, что когда-либо были у всех пассажиров. |            |                                                                    |                 |                                          |               |
| 45 | 3          | «Высотный полёт» «High Flight»                                     | Ромео Тирон     | Маргарет Изли и Картозиан Уилсон         | 4 ноября 2022 |
| Бену, при помощи Дреи и Джареда, удаётся убедить полицию возобновить расследование о похищении его дочери. Они встречаются с библиотекарем, которая передаёт Бену один из рисунков Иден. Микаэла чувствует зов, который приводит её к встрече со вторым пилотом Амутой в «Реестре». Она хочет поговорить с ним, но он отказывается, и ей приходится пойти на хитрость, взломав сайт аэропорта. Из разговора с Амутой, Мик, Кэл и Саанви узнают, что он видел и чувствовал за штурвалом в ночь полёта. Он также сообщает, что должен был взять управление на себя, так как командир Билл Дейли был явно недееспособен, но не сделал этого. Во время разговора Кэл также вспоминает, что произошло с ним перед тем, как он вернулся повзрослевшим: он снова оказался в самолёте, где были Дейли и Фиона Кларк. Бен чувствует связь с дочерью, с помощью зова он начинает видеть её рисунки на крыше своего чердака. Олив понимает, что Иден рисует слова из песни, которую они с братом пели ей в качестве колыбельной. Эдриан обеспокоен поведением Анджелины и предлагает сообщить Бену об Иден и вернуть её, но Анджелина категорически против. Эдриан отправляется в тюрьму, чтобы встретиться с Иганом: он советуется с ним, тот предлагает не выгонять Анджелину, чтобы не подвергать опасности остальных. Позже Иган звонит Бену и сообщает, что он знает, где находится его дочь. |            |                                                                    |                 |                                          |               |
| 46 | 4          | «Уход на второй круг» «Go-Around»                                  | Майн Муньос     | Мэтт К. Токарь и Эзра В. Нахман          | 4 ноября 2022 |
| Бен отправляется в тюрьму на встречу с Иганом, тот предлагает сделку: информация о местонахождении Иден в обмен на помощь с освобождением. Бену приходится прибегнуть к помощи Вэнса, на что тот неохотно соглашается, ведь действия Игана разрушили его семью. Зов приводит Микаэлу к пассажиру Кайлу Бойду. Из-за того, что он не отмечается в «Реестре», ему грозит арест. Микаэла и Зик помогают ему забрать его болеющую мать из госпиталя домой и не попасться полиции. Кэл и Олив собирают воедино всё, что они знают о зове, пытаясь понять, что они упускают. Джаред проводит небольшое расследования после сообщения о подозрительном поведении одного из пассажиров, что даёт ему наводку на ферму Эдриана. Бен, направив Вэнса по ложному следу, чтобы не подвергать опасности, в одиночку прибывает на ферму. Пытаясь проникнуть внутрь, он неожиданно получает нокаутирующий удар сзади. |            |                                                                    |                 |                                          |               |
| 47 | 5          | «Ответчик» «Squawk»                                                | Майк Смит       | Симран Байдван и Сумера Шривастав        | 4 ноября 2022 |
| Вэнс приезжает домой к Стоунам и сообщает о пропаже Бена. Джаред приезжает на ферму, чтобы проверить её, но уходит ни с чем. Зов приводит Иден к связанному в подвале Бену, но Анджелина уводит её. Саанви удаётся сделать томограмму Кэлу в момент, когда приходит зов, что наталкивает её на мысль, что они неправильно трактовали зов всё это время. Благодаря зову и подсказке Дреи, Мик понимает, что Бен находится на ферме. Вместе с Зиком и Джаредом они отправляются туда. В этот момент на ферме все узнают, что Эдриан скрывал от них Анджелину, та выходит и угрожает взорвать всё, так как узнала от Эрики, что вся ферма заминирована. Кэл и Вэнс тоже прибывают на ферму, Кэл отправляется внутрь, чтобы поговорить с Анджелиной. Пока он отвлекает её, Зик и Микаэла спасают Бена и всех пассажиров, кроме Эдриана, который собирается найти Эрику. Когда Анджелина видит, что Бен уносит Иден, она нажимает на кнопку на детонаторе. Ферма взрывается, но Кэлу удаётся выбраться невредимым. Внезапно из здания выходит Эрика и целится в Мик из ружья, но Зик замечает это, выхватывает пистолет у Джареда и в приступе гнева убивает Эрику. Семья Стоунов отправляется домой. Кэл кашляет кровью и понимает, что снова болен раком. Эдриан едет по ночной дороге, натыкается на лежащую там Анджелину и подбирает её. |            |                                                                    |                 |                                          |               |
| 48 | 6          | «Курсовой угол» «Relative Bearing»                                 | Харви Уолдман   | Лора Путни и Райан Мартинес              | 4 ноября 2022 |
| Полиция проводит расследование на ферме. Репортёры берут интервью у Бена, а Микаэлу допрашивают в «Реестре»: все они придерживаются легенды, придуманной Вэнсом. Вэнс советует Джареду уничтожить улики против себя, которые оказались в его распоряжении, а напарник Васкеза всё больше насторожен его поведением. Анджелина возвращается в дом родителей. Бен хочет сблизиться с Иден, он зовёт на помощь Анну, а в это время получает звонок от Анджелины, понимая, что та жива. Кэл скрывает от близких своё самочувствие. Очередной зов приводит Мик в дом пассажира Сэма, который оказывается убитым. Она вызывает Джареда на помощь. При помощи Дреи они узнают, что Сэм снимал одну и ту же сумму денег каждый раз перед посещением «Реестра», где общался с одним и тем же сотрудником. Дрея обыскивает его кабинет и находит там деньги и пропавшее после убийства обручальное кольцо, которое Сэм не снимал даже после развода с женой. Иган выходит из тюрьмы и сталкивается с Эдрианом, тот обвиняет его в предательстве. Но они быстро приходят к мысли, что главная их проблема — это Анджелина, за которую назначена награда: Иган сначала шантажирует её мать, а затем приходит в «Реестр» с информацией. У Зика случается ещё один приступ гнева на работе, и его увольняют. Анджелина звонит Кэлу и убеждает его дать ей поговорить с Иден, но это замечает Бен. После конфликта с отцом Кэл решает уйти из дома. Джаред уверен, несмотря на то, что продажного копа поймали, убийца ещё на свободе: Анну убивают на пороге её дома. Олив находит ещё одну связь зова с мифологией, и делится этим с Ти Джеем. Зик, возвращаясь домой пьяным, натыкается на Кэла, лежащего на земле без сознания. |            |                                                                    |                 |                                          |               |
| 49 | 7          | «Ромео» «Romeo»                                                    | Джош Даллас     | Эзра В. Нахман и Дарика Фухрман          | 4 ноября 2022 |
| Полиция узнаёт об убийстве Анны. Микаэла сообщает об этом Бену и решает продолжать поиски убийцы. Из разговора с соседкой она узнаёт, что, как и у Анны, в доме Сэма какое-то время жили Анджелина с Иден. Сама Анджелина пропала, её не нашли, несмотря на информацию от Игана. Зик уговаривает Кэла пройти обследование, и они идут к Алекс, бывшей возлюбленной Саанви. По рисункам Иден Бен понимает, что она видит зов, и решает пойти по его следу. Он приводит его в дом престарелых, где Бен обнаруживает комнату с пассажирами, которых он спас от экспериментов Майора. Он зовёт на помощь Саанви, которая понимает, что эксперименты Майора были успешны. Кэл следует совету Алекс и отправляется на свидание с Виолеттой, одной из жительниц фермы Эдриана. Она просит у Кэла прощения за то, что помогала Анджелине. Между ними возникают романтические чувства. Зик возвращается в группу терапии из-за того, что сорвался прошлой ночью и выпил. Алекс получает результаты анализов Кэла, но он не отвечает на её звонок. Мик с Джаредом преследуют одного из «иксеров», предполагая, что он убийца, но в этот момент Дрея сообщает о смерти ещё одного пассажира. Убитой оказывается Виолетта, а полиция подозревает Кэла, известного им как Габриэль Стоун, ведь его видели с жертвой незадолго до убийства. |            |                                                                    |                 |                                          |               |
| 50 | 8          | «Кресла в вертикальном положении» «Full Upright & Locked Position» | Эрика Уотсон    | Мэтт К. Токарь и Джимми Блэкмон          | 4 ноября 2022 |
| Сотрудники «Реестра» арестовывают Габриэля Стоуна. Дрея ищет способ помешать узнать в нём Кэла. Мик понимает, что жертвами становятся те, кто помогал Анджелине, и подозревает её мать. Дрея сообщает, что кредиткой Эдриана оплатили мотель, считая, что следующей жертвой станет он, Зик и Микаэла отправляются туда, но поздно: Эдриана похитили. В этот момент появляется Иган, он видел зов, в котором Эдриан звал на помощь. Мать Анджелины, Ноэль, приводит дочь к пленнику и говорит, что убьёт Эдриана на её глазах, как и всех, кто сбил её дочь с пути. Когда Анджелина пытается бежать, мать связывает и её. Саанви встречается с доктором Гуптой, та подтверждает, что Майор научилась вызывать зов у пассажиров. Саанви вместе с Гуптой и Вэнсом повторяют эксперимент Майора на Игане. Находясь в «Реестре», Бен слышит мелодию, которая напоминает ему про Радда, уличного музыканта и пассажира 828, вместе им удаётся разгадать загадку этого зова: ответом становится номер Алекс Бейтс. Она сообщает Бену, что у Кэла рецидив, благодаря этому им удаётся вызволить его, не дав сотрудникам «Реестра» взять кровь для анализа ДНК. Эдриан помогает Анджелине освободиться, но она обманывает его и сбегает. Мик и Джаред находят в документах бывшей строительной фирмы Ноэль несоответствие и понимают, где она держит заложника. Вместе с Вэнсом они успевают спасти Эдриана и арестовывают Ноэль. Отец Анджелины, Кеннет, под видом копа проникает в дом Стоунов, чтобы забрать Иден. Он ранит Зика, но Олив оглушает его и выталкивает из окна. Джареда предлагают перейти на службу в «Реестр». Ти Джей возвращается в Нью-Йорк. Из зова, увиденного в записях экспериментов Майора, Иган понимает, что должен отправиться в здание, где находится волонтёрский центр.                                                                    |            |                                                                    |                 |                                          |               |
| 51 | 9          | «Сближение» «Rendez-vous»                                          | Шерил Дунье     | М.У. Картозиан Уилсон и Сумера Шривастав | 4 ноября 2022 |
| Алекс и Саанви сообщают Кэлу, что организм отторгает лечение, а рак стремительно прогрессирует, так что Кэлу осталось жить считанные дни. Они договариваются с отцом, что не скажут семье, чтобы не портить праздник — годовщину Мик и Зика. Джаред сомневается, соглашаться ли на работу в «Реестре». Во время праздника в доме Стоунов Мик, Бен, Кэл и Саанви испытывают сильнейший зов, в котором оказываются на борту падающего самолёта. В этом зове они видят Олив, Зика и Джареда, неподвижно сидящих в креслах, а также Томаса, пассажира-безбилетника, который попал на борт с помощью стюардессы Беттани. Кэл видел сигнал в зове и считает, что ему нужно поговорить с Марко, Зик и Джаред отправляются за ним. Иган бродит по подвалу здания Ордена Омега, где находится волонтёрский центр, в поисках сапфира. Зов при помощи компаса приводит Саанви и Микаэлу в котельную, где они прятали Томаса, в этот момент через подвал туда попадает Иган вместе со своим напарником-волонтёром, который оказывается возлюбленным Томаса. Под слоем штукатурки в котельной они находят мозаичный пазл, повторяющий колоду карт Аль Зураса. Когда Марко оказывается в доме Стоунов, у него случается зов: он рисует извержение вулкана. Благодаря этой подсказке, Мик, Саанви, Лео и Иган находят сапфир Омега. Подвал начинает рушиться и Иган сбегает с сапфиром, заперев остальных, но им на помощь внезапно приходит Томас. Иден, играя с телефоном отца, отвечает на звонок с неизвестного номера, и тот слышит всё происходящее в комнате. Кэл всё-таки сообщает семье о своём состоянии. Все пассажиры снова видят зов в самолёте, где в этот раз находятся все их близкие. Также там оказывается Иган со светящимся сапфиром. Внезапно он пропадает из зова. В реальном мире Иган лежит на полу в номере мотеля с разбитой головой, а сапфир похищен. |            |                                                                    |                 |                                          |               |
| 52 | 10         | «Иллюзия инверсии» «Inversion Illusion»                            | Ромео Тирон     | Джефф Рейк и Маргарет Изли               | 4 ноября 2022 |
| Анджелина с сапфиром в руках идёт по центру Нью-Йорка, оставляя за собой трещины в асфальте. Джаред выходит на работу в «Реестр». Иган в больнице, Мик и Джаред приходят к нему и узнают, что сапфир украла Анджелина. Бен видит зов с Грейс, та говорит, что может помочь Кэлу, для этого она просит привести к ней Иден. Бен и Иден отправляются на могилу Грейс, та в зове просит отдать Иден Анджелине, но Бен замечает, что у жены глаза другого цвета, а значит, это ложный зов. В этот момент появляется Анджелина, которая, угрожая Бену пистолетом, хочет забрать Иден. Они решают дать Иден сделать выбор самой, и та выбирает остаться с отцом. Разъярённая Анджелина сначала стреляет Бену вслед, но промахивается, а затем вызывает сильнейшую головную боль у всех пассажиров. Олив понимает, где может прятаться Анджелина, Мик и Бен решают отправиться туда, а Зик остаётся сидеть с Кэлом, которому всё хуже. Бен и Микаэла приезжают в старую школу Анджедины, где та держит заложников и устраивает религиозные обряды. Мик наставляет на неё пистолет, но Анджелина с помощью ложного зова с Ив останавливает её. Олив и Ти Джей разгадывают загадку египетского свитка. Саанви замечает, что образец кожи с шрама Кэла светится, такой же свет возникает и на самом шраме, Кэл переносит себя и Анджелину в зов, где они внутри самолёта. Анджелина снова пытается манипулировать, вызывая ложный зов с Грейс. Кэл не поддаётся и касается сапфира, который взрывается в руке у Анджелины. В «Реестре» сообщают о распоряжении задержать всех пассажиров на территории США. В офис Вэнса и Саанви врывается полиция. Кэл почти умирает, и Зик решает взять всю его боль себе и отдать свою жизнь. Анджелина выбирается из под завалов и пожара с осколком сапфира, вплавившимся в её руку, а мир вокруг погружается в хаос.                  |            |                                                                    |                 |                                          |               |
| 53 | 11         | «Финальное снижение» «Final Descent»                               | Ромео Тирон     | Джефф Рейк и Симран Байдван              | 2 июня 2023   |
| 54 | 12         | «Набор для выживания» «Bug Out»                                    | Ромео Тирон     | Маргарет Изли и Дарика Фухрман           | 2 июня 2023   |
| 55 | 13         | «Самолёт-призрак» «Ghost Plane»                                    | Майн Муньос     | Мэтт К. Токарь и Сумера Шривастав        | 2 июня 2023   |
| 56 | 14         | «Волшебное зеркало» «Fata Morgana»                                 | Клэр Фаулер     | М.У. Картозиан Уилсон и Райан Мартинес   | 2 июня 2023   |
| 57 | 15         | «Дроссель» «Throttle»                                              | Ромео Тирон     | Лора Путни и Эзра В. Нахман              | 2 июня 2023   |
| 58 | 16         | «Воздушный бой» «Furball»                                          | Стейси Мухаммад | Мэтт К. Токарь и Дарика Фухрман          | 2 июня 2023   |
| 59 | 17         | «Предел» «Threshold»                                               | Босед Уильямс   | М.У. Картозиан Уилсон и Сумера Шривастав | 2 июня 2023   |
| 60 | 18         | «Аэродинамика таинственных полетов» «Lift/Drag»                    | Мелисса Роксбур | Эзра В. Нахман и Райан Мартинес          | 2 июня 2023   |
| 61 | 19         | «В строю» «Formation»                                              | Мелисса Роксбур | Симран Байдван и Маргарет Изли           | 2 июня 2023   |
| 62 | 20         | «Посадка окончена» «Final Boarding»                                | Ромео Тирон     | Лора Путни и Джефф Рейк                  | 2 июня 2023   |

## Производство

### Разработка
23 августа 2017 года NBC объявил о заказе сценария пилотного эпизода сериала «Манифест». Пилот был написан Джеффом Рейком, который вместе с Робертом Земекисом и Джеком Рапке стал исполнительным продюсером. Джеки Ливайн также была назначена со-исполнительным продюсером. Производством занимались компании Compari Entertainment и Warner Bros. Television. 23 января 2018 года NBC заказал съёмку пилотного эпизода. Спустя неделю стало известно, что Дэвид Френкель срежиссирует и спродюсирует пилотный эпизод. 10 мая 2018 года NBC заказал первый сезон сериала. Несколько дней спустя стало известно, что премьера сериала состоится осенью 2018 года. В марте 2019 года один из создателей сериала, Джефф Рейк, рассказал в интервью, что идея сериала пришла к нему более 10 лет назад, но «потребовалась реальная катастрофа — пропажа рейса MH370, чтобы вдохнуть новую жизнь в старую концепцию и выпустить сериал». Изначально первый сезон должен был состоять из 13 серий, однако 18 октября 2018 года стало известно о том, что NBC заказал три дополнительных эпизода, тем самым увеличив их общее количество до 16.
15 апреля 2019 года телеканал NBC продлил сериал на второй сезон, премьера которого состоялась 6 января 2020 года.
16 июня 2020 телесериал был продлён на третий сезон, позже стало известно что его выход запланирован на начало 2021 года, а в начале февраля 2021 года NBC объявил дату премьеры сезона — 1 апреля 2021 года. Незадолго до выхода третьего сезона создатель сериала Джефф Рейк рассказал, что основная сюжетная линия сериала заранее продумана и прописана, финал истории известен, а сам сериал рассчитан на 6 сезонов.

### Ситуация с отменой сериала
15 июня 2021 года NBC объявил о закрытии сериала после трёх сезонов в связи с падением рейтингов. Учитывая наличие клиффхэнгера в конце третьего сезона и того факта, что сериал изначально был подан Джеффом Рейком, как история из шесть сезонов, Рейк и остальная команда сохраняли надежду на то, что сериал будет продолжен на другой платформе. Одним из возможных вариантов был Netflix, на котором первые два сезона попали в топ-3 премьер, а вскоре сериал попал в топ-10 самых просматриваемых на платформе.
15 июня Джефф Рейк твитнул: «Разочарован решением NBC отменить сериал. То, что нас закрыли на середине — это, по меньшей мере, удар под дых. Надеемся найти новый дом. Вы, фанаты, заслуживаете узнать конец истории». Спустя несколько дней появилась информация о том, что Netflix начал переговоры со студией Warner Bros. Television, но они не увенчались успехом. 21 июня компания Warner сообщила, что переговоры с Netflix не увенчались успехом, и что они больше не будут заниматься поиском платформы для продолжения сериала. Неделей позже Рейк уточнил статус возможного продолжения сериала, заявив, что: «Пытаемся найти способ закончить сериал. Это может занять неделю, месяц, год. Но мы не сдаёмся. Вы заслуживаете увидеть финал истории». 30 июня издание Entertainment Weekly сообщило, что Рейк занят поиском платформы, готовой профинансировать съёмки двухчасового фильма, который завершит историю и закроет все открытые вопросы, оставшиеся после окончания третьего сезона. По словам создателя сериала: «Люди жаждут узнать окончание истории: что будет с пассажирами, что же на самом деле произошло с самолётом».
Английскими фанатами сериала была создана петиция для поддержки сериала.
20 июля 2021 года появилась информация о возобновлении переговоров насчёт четвёртого сезона. 28 августа 2021 года стало известно, что четвёртый сезон сериала состоится и станет финальным. Был заключён договор на съёмку 20 новых эпизодов.
13 июня 2022 года на Youtube-канале Netflix был опубликован тизер финального сезона. В тизере Микаэла пробирается в порт и находится в поисках какого-то определённого контейнера. Когда она находит нужный контейнер с китайскими иероглифами на нём и оказывается внутри, её внезапно хватает за ногу обессилевший человек, на руке у которого ножом нацарапаны слова «Stone 828». Также стало известно, что финальный сезон будет выпущен двумя частями по 10 серий.
Премьера первой части четвертого сезона состоялась 4 ноября 2022 года. 7 апреля 2023 года было объявлено, что премьера заключительных серий сериала состоится 2 июня 2023 года.

### Кастинг
В феврале 2018 года стало известно, что Джош Даллас, Мелисса Роксбург и Джей Ар Рамирес получили роли в пилотном эпизоде. В марте 2018 года Афина Карканис, Парвин Каур и Луна Блэйз Бойд присоединились к основному актёрскому составу.

## Критика
Сериал получил смешанные отзывы критиков сразу после премьеры. На сайте Rotten Tomatoes рейтинг одобрения составляет 57% со средней оценкой 6,25 из 10 на основании 35 рецензий. Общий вывод гласит: «Попытки „Манифеста“ сбалансировать наличие сверхъестественных загадок и мелодраму в значительной степени работают благодаря хорошо подобранному актёрскому составу, который, тем не менее, способен на большее». На Metacritic, использующем средневзвешенное значение, сериал имеет рейтинг 55 из 100 на основе мнений 15 критиков, означающий «смешанные или средние оценки».
Обозреватель USA Today Келли Лоулер в своём преимущественно позитивном обзоре объясняет то, как она чувствует, что «простота и разнообразие драматических поджанров в сериале могут помочь ему пережить неудачный опыт прошлых шоу подобной тематики». Далее она похвалила сериал за поддержание стандарта качества, установленного в премьерном эпизоде: «Большие и успешные сериальные шоу, такие как „Остаться в живых“, „Во все тяжкие“ или „Игра престолов“ всегда начинаются с отличного концепта и отличного премьерного эпизода. Но более мелкие шоу зачастую рушатся, когда история начинает разрастаться. „Манифест“ смог преодолеть это крупное препятствие на своём пути, легко перейдя от завязки к содержательному сюжету». В другом благоприятном обзоре Дэниел Д'Аддарио из Variety отметил, что пилотный эпизод «не притворяется, что получил ответы, а только ставит вопросы. Но его любознательность и готовность быть смелым и довольно нециничным, учитывая всё то, чем он пытается быть, более чем приветствуются». В смешанном отзыве Лорэйн Али из Los Angeles Times подметила, что сериал имеет убедительную завязку и что многие загадки, которые он ввёл, «указывают на потенциально захватывающий сюжет, если „Манифест“ позволит захватывающему сверхъестественному повествованию превалировать над менее интересными личными драмами его персонажей». В негативном обзоре Хэнк Стьюевер из The Washington Post сравнил сериал с другими фантастическими сериалами: «„Манифест“, увы, бездумно относится к своей самой шутливой идее, когда некоторые из вернувшихся пассажиров обнаруживают, что приобрели экстрасенсорные способности. Точно так же зрителю, который мог быть заинтересован в чём-то человеческом, вместо этого подают холодную тарелку с мясом загадок и тайн — не новый „Остаться в живых“, а слабый возврат к уже забываемым неудачам, таким как „Событие“». Такое же пренебрежительное отношение прослеживается в оценке Маргарет Лайонс из The New York Times, где она прокомментировала, что «„Манифест“ имеет разочаровывающую нехватку движущей силы, центральную глупость, силовое поле которой настолько сильное, что затмевает собой все интересные части сюжета».